# Stowe House
Stowe House je venkovské sídlo velmože nacházející se ve městě Stowe, Buckinghamshire, Anglie. Je to sídlem Stowe School, soukromé školy. Sídlo je vlastněno organizací Stowe House Restoration Trust, která v březnu 2013 disponovala více než 25 milionů liber na obnovu domu. Zahrady známé jako Stowe Landscape Gardens jsou významným příkladem stylu anglického parku 18. století. Tyto kulturní památky jsou spolu s částí parku ve vlastnictví National Trust od roku 1989 a jsou otevřeny pro veřejnost. Stowe House je otevřen pro veřejnost 280 dnů v roce, pro výlety během školních prázdnin a během školního roku. Park obklopující zahrady je otevřen 365 dní v roce. Členové National Trust mají volný vstup do zahrady, ale platí poplatek pro všechny návštěvníky domu, který slouží k pokrytí nákladů na obnovu budovy.
Stowe Gardens u Stowe House je park, kde zcela převládá inspirace romantismem, osvícenstvím, a především románskými architektonickými a uměleckými vzory. Jako jedna z prvních používala pro tehdy nový styl anglických parků typický palladianský sloh u použitých prvků (Paladianský most, Chrám antické ctnosti) a byla ve své době zdrojem obdivu a vzorem krásy. Ačkoliv v 21. století jsou již módní trendy odlišné, zamýšlená atmosféra místa je stále táž a úpravy jsou také respektovány jako dokument dobového vkusu a kulturního vývoje Evropy a Stowe Gardens jsou proto vysoce ceněny.
Anglický park Stowe Gardens popisuje ve své knize Ivar Otruba jako jedinečný celek zahrad a parků „ …dokumentující složitou vývojovou cestu anglické historické zahrady od zahraničních, především francouzských a italských vzorů po vlastní názor na ztvárněni (opět ale neskutečné a nepravdivé) anglické krajiny“.

## Park u Stowe House
Lord Cobham, jak se zdá, se poprvé věnoval rekonstrukci parku Stowe ve stejné době, kdy Pope navrhoval úpravy své zahrady v Twickenhamu. Jeho lordstvo započalo s vylepšováním panství v roce 1714 a zaměstnalo Bridgemana, jehož plány a moderní názory proměnily starý Stowe z přísné kompozice starého (barokního) stylu na otevřenější a nepravidelný vzhled. Kent byl zaměstnán o pár let později. Nejdříve vymaloval halu, později zde působil jako architekt a zahradní architekt. Nejlepší budovy a scény jsou jeho dílem.
Park u Stowe House v Buckinghamshire (1730–1738) byl radikálním odklonem od klasických pravidel francouzské zahrady. Společnost Charlese Bridgemana vytvořila formální zahradu, s architektonickou výzdobou Johna Vanbrugha. Bridgeman do projektu zahrnul tehdy používaná symetrická osmiboká jezera a Rotondo (1720–1721) navržené Vanbrughem. O nejstarším stavu zahrady ve Stowe píše J.C.Loudon v Encyklopedii z roku 1822. Píše, že úkolem Ch. Bridgemana bylo nahradit přísný charakter staré zahrady volnější nepravidelnější formou. Analýza plánů představuje původní zahradu ve francouzském stylu. Její obvod tvoří nepravidelný polygon, plochu zahrady člení paprskovitá stromořadí na polygonální boskety a boční partery.

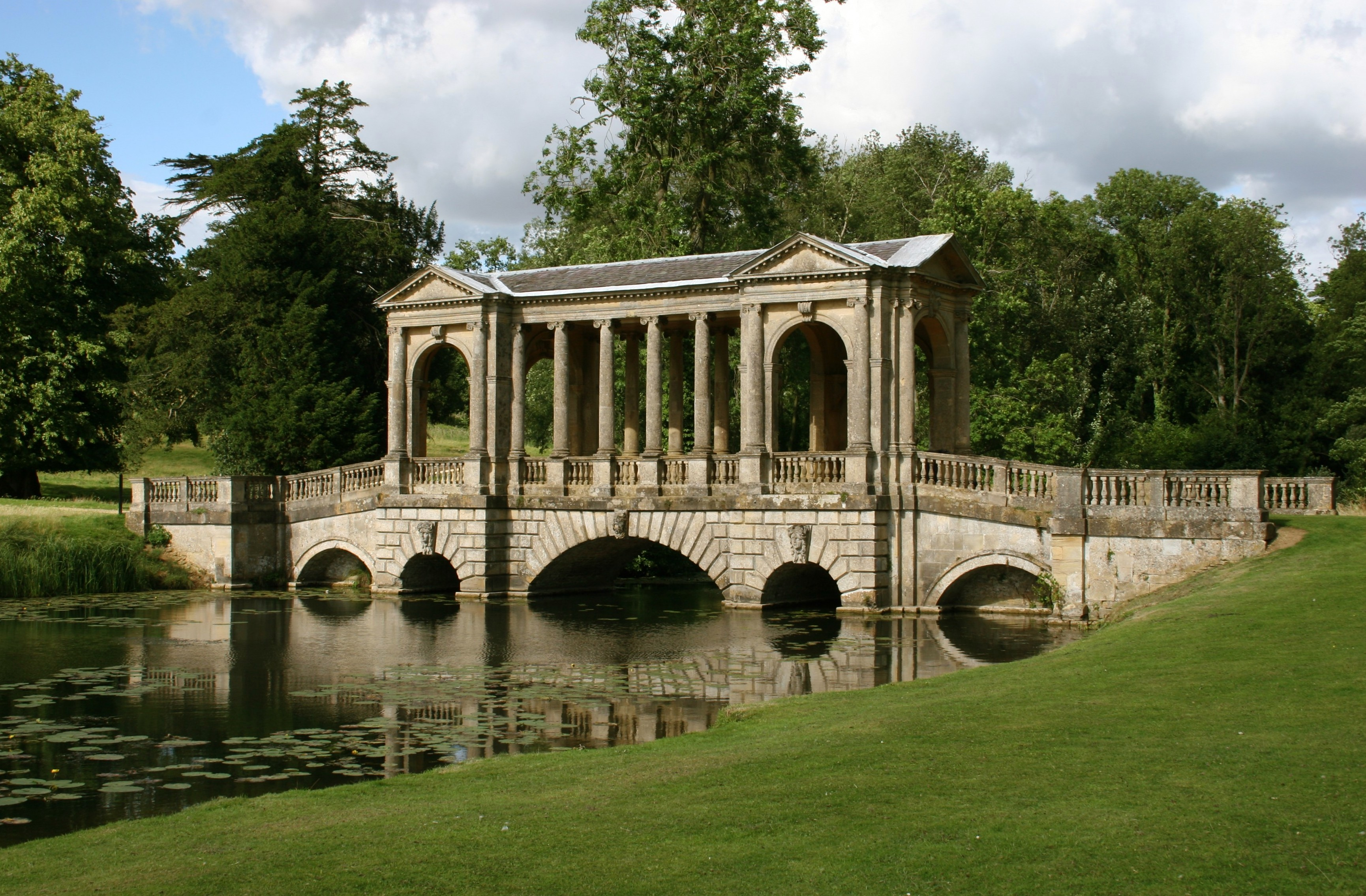
Stowe - Palladianský most

Charakter Stowe byl zřejmý, píše Loudon, příroda představovala malou část, ale uměleckou část kompozice tvořila řada velkolepých budov. Výsledek byl jedinečný, ale spíše, jak se vyjádřil Pope, „úsilí o div světa“ než o dílo okouzlující představivost. Přátelé lorda Cobhama, jak se zdá, považovali jeho park za první v Anglii postavený v novém stylu, pokud lze soudit podle závěrečné řádky epitafu k jeho památce, umístěném na zahradě – „ET ELEGANTIORI HOTORUM CULTU HIS PRIMUM IN AGRIS ILLUSTRATO PATRIAM ORXAVIT, 1747“.
Bridgemanovy úpravy Stowe z druhé čtvrtiny 18. století tvoří klasicistní etapu vývoje zahrady, kdy byly upraveny velkorysé prostory, pravidelné nádrže, boskety a travnaté partery bez dekoru. Prostory byly oživeny památníky a plastikami. Především však na rozdíl od starého půdorysného pojetí výsadby v parku nabývají nepravidelných rysů typických pro přírodně krajinářský park. Od roku 1730, William Kent a James Gibbs spolupracovali na Stowe House s Bridgemanem, který zemřel v roce 1738. Kent přepracoval jezera na více přírodní tvar a vytvořil nový typ zahrady, kterou návštěvníci viděli jako malebnou krajinu. Tu postupně ozdobily Palladianský most (1738), Chrám Venuše v podobě Palladianské vily (1731), Chrám antické ctnosti (1737) se sochami slavných Řeků a Římanů, Chrám britských hrdinů (1734–1735) se sochami z britské historie a Chrám moderní ctnosti, který byl záměrně ponechán v troskách a který obsahoval bezhlavou sochu Roberta Walpola, Cobhamova politického rivala. Na Stowe, následujíce tak novou módu mezi lety 1740 a 1753, později přidává Capability Brown nový prvek parku, tzv. Hawkwelle Hill a gotickou promenádu s gotizujícími stavebními prvky.

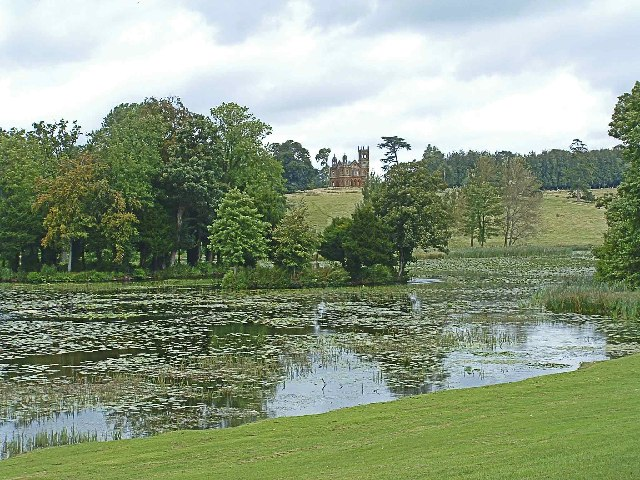
Pohled na sever přes východní rameno jezera Octagon Lake

### Popis parku
Park ve Stowe původně zahrnoval majetek o rozloze více než 2000 ha (5000 akrů) a rozšiřoval se až na sever do sousedního hrabství Northamptonshire. Tam je 7,6 m (25 stop) vysoký vodopád ke kterému je vedena voda z jezera Eleven Acre Lake tunelem pod Warden Hill Walk na západním okraji zahrady, k jezeru Copper Bottom Lake, které bylo vytvořeno v roce 1830 na jihozápadě zahrad. Jezero bylo původně ohraničeno vodotěsně mědí kvůli poréznímu křídovému podkladu, do kterého bylo jezero vykopáno. Při obnově jezera organizací National Trust byla měď nahrazena butylovou fólií. Řeky a jezera v parku a zahradě obsahují mnoho druhů ryb, včetně: kaprů, okounů, štik, plotic, a línů. V domě je kuchyňská zahrada, rozsáhle přestavěna během doby kdy byl dům majetkem 2. vévody, byla umístěna na Dadford asi 2/3 míle severně od domu. Zůstalo jen nemnoho zbytků tří obezděných zahrad, ale původně byly rozděleny na čtyři a soustředěny kolem fontány. Je zde důkaz topného systému: litinové trubky používané k vytápění skleníků, který chránil ovoce a zeleninu, včetně tehdy exotického ovoce, jako jsou broskve. O kilometr a půl severně od domu se nachází rybník Haymanger pond, který je útočištěm pro volně žijící živočichy a láká potápky, káňata a hady, stejně jako jiné druhy živočichů. Tam, kde býval nejzazší severovýchodní roh parku, asi 4,0 km (2,5 míle) od domu přes hranice kraje, leží Silverstone Circuit. Tento roh parku býval silně zalesněn, bývá nazývám Stowe Woods, řada cest vede přímo mezi stromy. Jedna z těchto cest je ukončena na sever od závodního okruhu a směřuje na jih na Wolfe Obelisk, ovšem je mezi nimi mezera více než půl kilometru. Zde je také možné najít pozůstatky obytného stromu zahradníka, v inovativním designu zahrnujícím dřevo a textil. National Trust také znovu zorganizoval pasení dobytka v parku severně od domu.

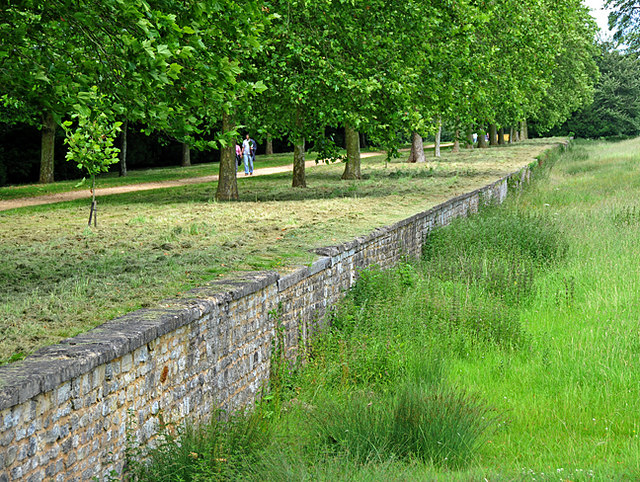
„Ha-ha“, Stowe

Škola ve Stowe sjednala s organizací National Trust zastřešující smlouvu kvůli zahradě v roce 1967, ale první část parku, kterou organizace skutečně získala, bylo 11 ha (28 akrů) z Oxford Avenue v roce 1985, koupené od prapravnuka 3. vévody , Roberta Richarda Grenville Close-Smith, místního statkáře. National Trust má za cíl získat více z původního majetku, zlomek, 230 ha (560 akrů), včetně zahrad, které byly ve vlastnictví školy, již v roce 1989 škola darovala organizaci. V roce 1992 organizace získala dalších 23 ha u Stowe Castle. Farma nacházející na východ od zahrad byla zakoupena v roce 1994 včetně New Inn Farm na jihu. Později přibylo 130 ha z Home Farm na severu a většina 50 ha dančí obory na jihozápadě zahrady. To bylo zakoupeno v roce 1995 a obnoveno v roce 2003. Nyní je asi 500 kusů jelenů v parku. V roce 2005 bylo získáno dalších 3,8 ha u New Inn Farm včetně Inn. Organizace nyní vlastní 300 ha z původního parku. V polovině 90. let 20. století National Trust obnovil výsadbou dvojitou alej stromů, které obklopovaly „ha-ha“ příkop na jihu a jihozápadě včetně dvou bastionů, které vyčnívají do parku, na nichž leží chrámy Temple of Friendship na jihovýchodním rohu a Temples of Venus v jihozápadním rohu. Ty jsou spojeny Oxford Avenue od Boycott Pavilions. Oxford Avenue pak pokračuje na severovýchod podle „ha-ha“ a končí na úrovni Fane of Pastoral Poetry v severovýchodním rohu zahrady.

### Historie zahrad

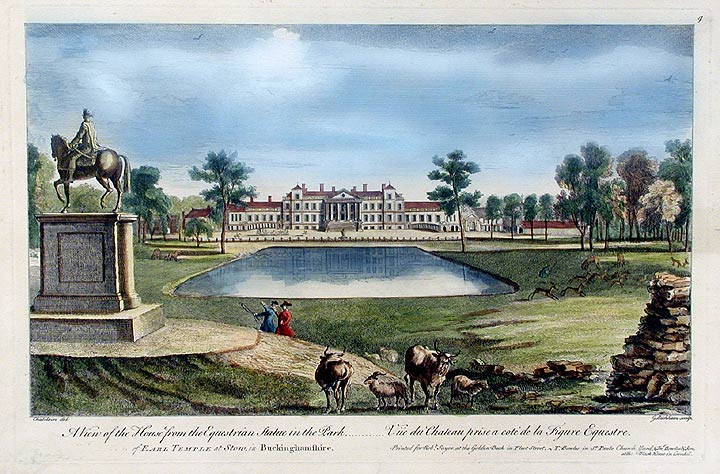
Severní, přední strana (vchod) do Stowe House v roce 1750. Obraz od George Bickhama. Následné změny zahrnovaly přidání patra, nové kolonády, křídla pro služebnictvo na obou stranách a odstranění rybníka

V letech okolo 1690, zahrnovaly zahrady u Stowe House skromný raně barokní parter, spíše více podobný italskému slohu než francouzskému. Ale tyto úpravy nezůstaly zachovány. V relativně krátkém čase se Stowe stal široce známým pro své nádherné zahrady vytvořené lordem Cobhamem. Stylová parková úprava byla vytvořena ve třech hlavních fázích, které ukazují vývoj zahradní architektury během 18. století v Anglii:
- Od 1711 do roku 1735 byl architektem zahrady Charles Bridgeman[2] a po jeho smrti John Vanbrugh od roku 1720 až do své smrti v roce 1726. [3] Tito architekti navrhli anglický barokní park, inspirovaný tehdy standardními parky od autorů Londona, Wise a Switzera. Po smrti Vanbrugha pokračoval v díle James Gibbs jako architekt v pracích a do září 1726[4] jej přizpůsoboval také stylu anglického baroka.

- V roce 1731 byl pozván William Kent[5] aby spolupracoval s Bridgemanem, jehož poslední návrhy jsou datovány 1735. Po Bridgemanovi Kent převzal úkol upravovat park jako zahradní architekt. Kent už v té době vytvořil slavnou zahradu u Rousham House. On a Gibbs postavil chrámy, mosty a další zahradní stavby. Kentovo mistrovské dílo ve Stowe je Elysijské pole s Chrám antické ctnosti (The Temple of Ancient Virtue), který byl napodobován v dalších britských parcích. Kentovo architektonické dílo bylo upraveno v tehdy módním Palladianském stylu.

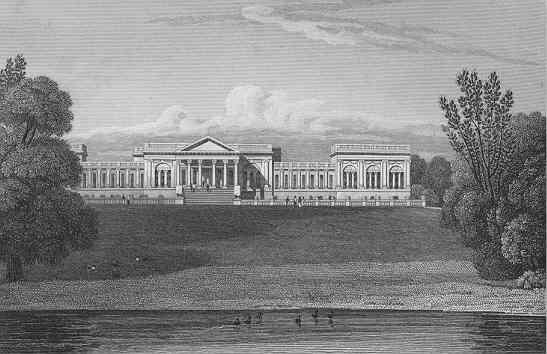
Stowe House (1829)

- V březnu 1741 byl jmenován hlavním zahradníkem Lancelot "Capability" Brown.[6] Pracoval s Gibbsem až do roku 1749 a s Kentem až do jeho smrti v roce 1748. Brown odešel na podzim roku 1751 zahájit svou samostatnou kariéru jako zahradní architekt.[7] V těchto letech byly osmiboká nádrž (Octagonal lake) a 4,5 ha velké jezero Bridgemanem rozšířeny, aby získaly přirozenější tvar. V roce 1744 byl přidán Palladianský most, pravděpodobně podle Gibbsova designu. Brown vymyslel řecké údolí, které je navzdory svému názvu abstraktní kompozicí krajiny a lesů a vytvořil Hawkwellova pole. S Gibbsem vytvořil jednu z nejpozoruhodnějších staveb, napodobeninu gotického chrámu (nyní je jednou z nemovitostí vlastněných a spravovaných The Landmark Trust). Jak Loudon poznamenal v roce 1831, „příroda udělala málo nebo nic, člověk hodně, a čas se zdokonalil jeho práci."

Po Brownově odchodu hrabě Temple, který zdědil Stowe od svého strýce lorda Cobhama, se obrátil na zahradního architekta jménem Richard Woodward, který byl zahradníkem na Wotton House, v předchozím domě hraběte. V pracích na úpravách krajiny pokračoval v Brownové díle Woodward i v druhé polovině dekády padesátých let. Temple obrátil svou pozornost na různé chrámy a památky. Změnil několik prací Vanburgha a chrámů od Gibbse, aby byly v souladu s jeho oblíbenou neoklasicistní architekturou. Aby toho dosáhl, zaměstnal architekta Giovanni Battista Borra 1752–1756. V této době také několik památek bylo přesunuto do jiných částí zahrady. Hrabě Temple udělal další změny v zahradách na začátku roku 1760, když několik starších staveb bylo zbouráno a tentokrát se obrátil na svého bratrance Thomase Pitta, barona z Camelford, který pomohl Borrovi, jehož nejpozoruhodnější prací byl design korintského oblouku.

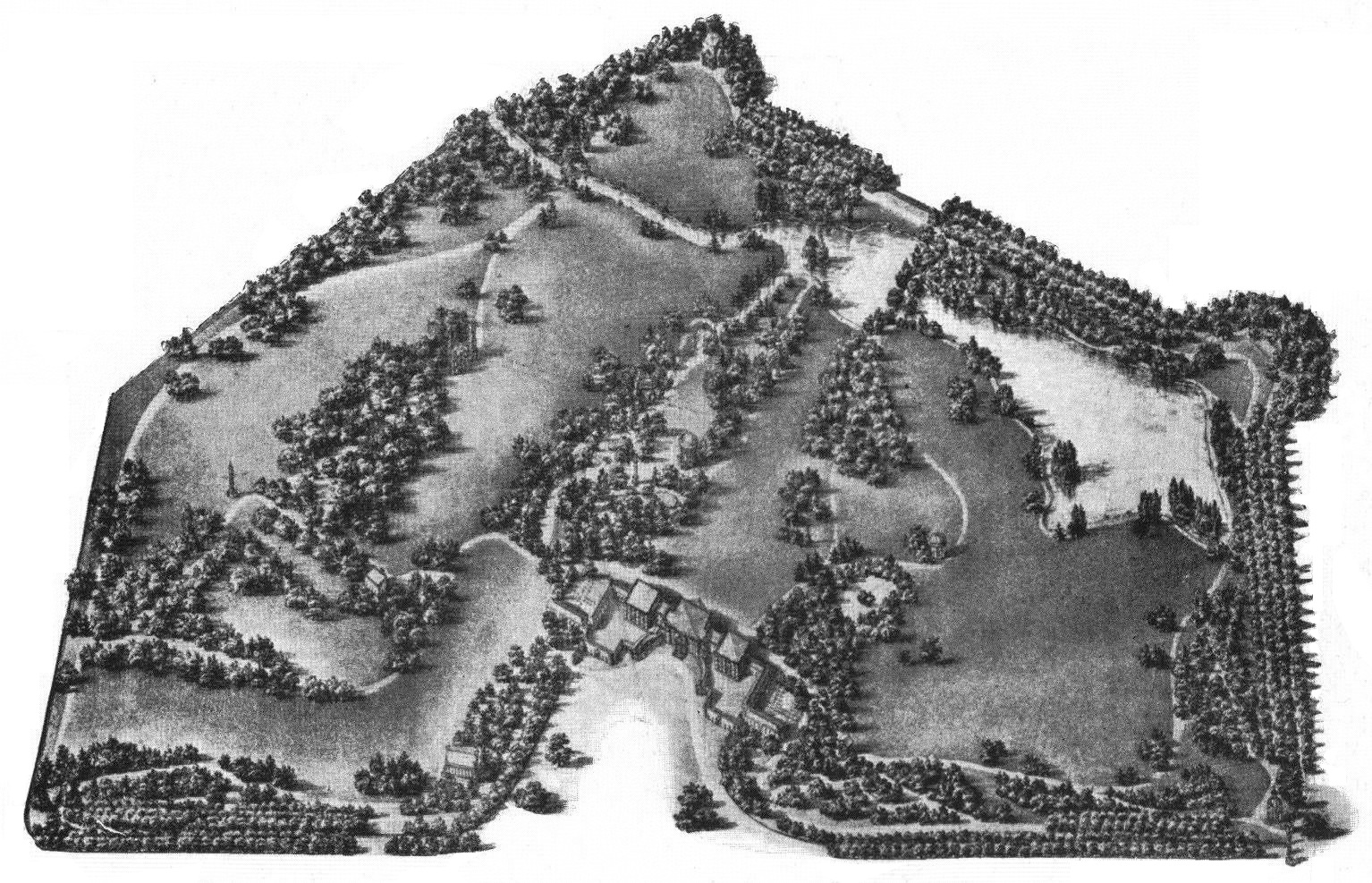
Plánek parku 1910

Dalším majitel Stowe , markýz z Buckinghamu udělal relativně málo změn zahrad. Dal založil dvě hlavní cesty, koupil 11 ha (28 akr) pozemku východně od Cobham Monument a dal upravit několik budov. Vincenzo Valdrè, jeho architekt, upravil především chrám královny a vybudoval několik nových částí, jako je zvěřinec s okrasnou zahradou a Buckinghamské domky na jižním konci Grand Avenue. Také dal vytvořit formální zahrady u jižního průčelí domu a dal strhnout několik památek v zahradách.
Poslední významné změny v zahradách byly provedeny dalšími dvěma majiteli Stowe, vévodou z Buckinghamu a Chandos. Koupil Lamport Estate v roce 1826, který byl přímo na východ od zahrad a přikoupil 6,9 ha (17 akrů), na jihovýchodě zahrad dal založit Lamport gardens. Tyto práce byly prováděny pod dohledem hlavního zahradníka, Jamese Browna, který dal předělat východní rameno jezera Octagonal lake a dal vytvořit kaskády nad palladianským mostem. Od roku 1840 pan Ferguson zahradník vévody z Buckinghamu vytvořil skalní a vodní zahrady v nové zahradě, architekt Edward Blore pomohl při vytvořením vstupu v Lamportu, brány kde vjížděly kočáry a také přestavěl Water Stratford Lodge na začátku Oxford Avenue.

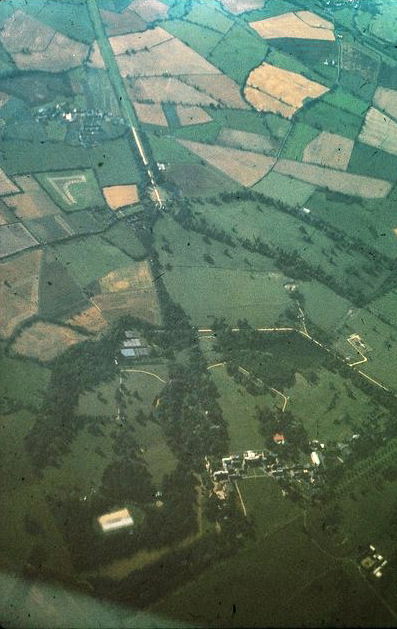
Letecký pohled na park ve Stowe

Když byl Stowe upraven ze stylu barokní zahrady na tehdy průkopnický styl anglického parku, stal se velkým lákadlem pro šlechtu, včetně politických vůdců. Ve skutečnosti, byl Stowe první anglickou zahradou o níž byla sepsána příručka. Války a povstání byly údajně diskutovány v mnoha z chrámů v zahradě. Umělecká díla líčí karikatury známějších politiků v historii, jejichž zpodobnění je upraveno v podobném prostředí jako u antických protějšků. Vzor, kterým byl park ve Stowe se vyvíjel do řady dalších stylových úprav. Při prohlídce parku bylo možné z více bodů sledovat předem připravené úpravy krajiny, spíše než jen z dobře zvoleného centrálního bodu jak je tomu v barokním parku. Ve své konečné podobě zahrady ve Stowe byly největším a nejkomplikovanějším příkladem toho, co stalo známé v Evropě jako styl anglického parku. Hlavní zahrada, ohraničená několika „ha-ha“ ( zahloubených nebo terénní vlnou skrytých plotů ), byla přes 6 km (čtyři míle) dlouhá a zahrnovala pozemky přes 160 ha (400 akrů). K parku také přináleželo mnoho budov, včetně vstupních bran a dalších objektů.
Mnoho chrámů a památek v zahradě slaví politické myšlenky strany whigů strany, včetně myšlenek mnoha spisovatelů, filozofů a ideálů, které byly součástí období osvícenství.

### Prvky v parku

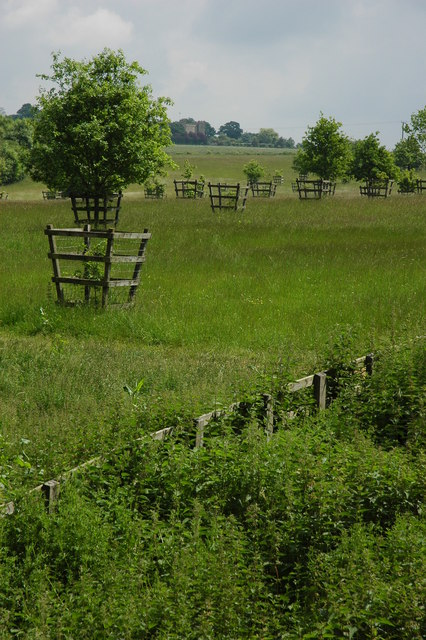
Pohled od Stowe Castle

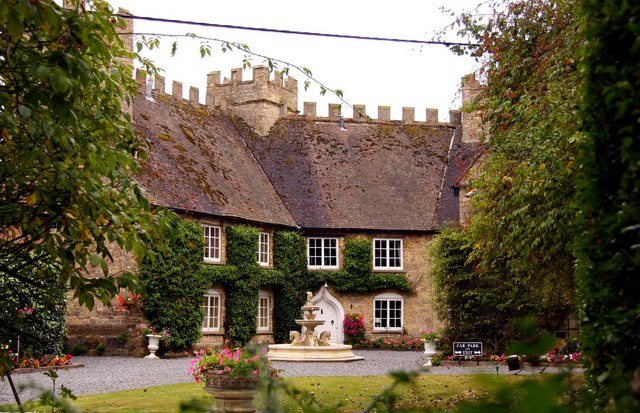
Interiér Stowe Castle

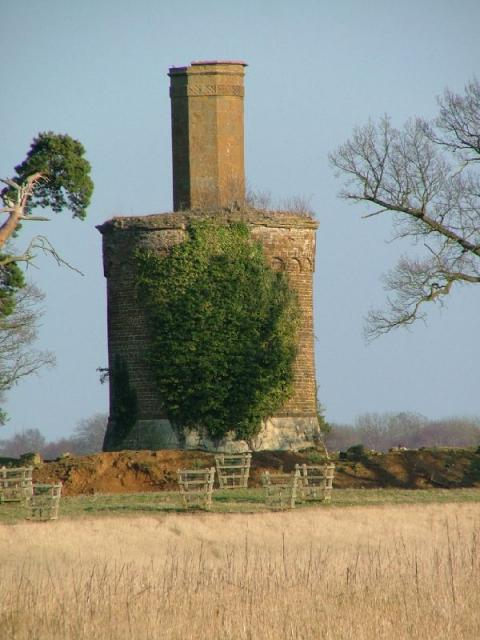
Bourbon Tower před opravou

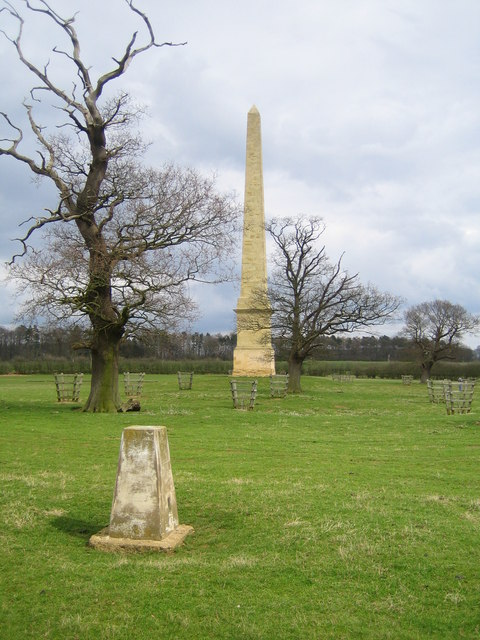
Wolfe Obelisk

#### Stowe Castle
Stowe Castle (Zámek Stowe) je 3 km (dvě míle), východně od zahrad, postavený v letech okolo 1730 pravděpodobně podle návrhů Gibbse. Stowe Castle není ve vlastnictví National Trust.

#### Bourbon Tower
Věž asi tisíc stop východně od Lamport garden, byla postavena v roce 1741 pravděpodobně podle designu Gibbse. Je to kruhová věž se třemi patry a kuželovitou střechou. Byla přejmenována v roce 1808 na počest návštěvy francouzské královské rodiny v exilu.

#### 2nd Duke's Obelisk
Památka 2nd Duke's Obelisk stojí nedaleko Bourbon Tower, tento žulový obelisk byl postaven v roce 1864.

#### Wolfe Obelisk
Obelisk je kámen 31 m (100 stop) vysoký, nachází se asi 610 m (2100stop) na severozápad od zahrad, původně byl navržen Vanbrughem. Byla přesunut v roce 1754 ze středu jezera Octagon lake a je památníkem na generála Wolfa.

#### Gothic Umbrello
Gothic Umbrello je také nazýváno Conduit House, protože se nachází pod jeho podlahou potrubí. Stojí asi 300 m (1000 stop) jižně od Wolfe Obelisk. Je to malý, osmiboký pavilonek datovaný 1790. Erb markýze Buckinghama, je datován 1793, je vyroben z umělého kamene.

#### Silverstone Lodges
Silverstone Lodges (nejsou ve vlastnictví National Trust) byly postaveny 1. vévodou. Tento dvojitý domek–vrátnice slouží jako severní vchod do parku a používá se jako soukromý vjezd od Silverstone do Stowe House. Cesta již neexistuje, byla dávno zničena, část která zůstala je součástí závodního okruhu v Silverstone.

### Prvky v Stowe gardens
V Stowe je rozlišován „park“ a „zahrady“. Zahrady jsou různě oblasti, rozlišitelné podle prvků v nich obsažených, v prostoru kolem Stowe House. Tvoří ozdobený pečlivě upravený celek, který je obklopen dalšími pozemky s dalšími prvky. Tyto části jsou ale již jednotně nazývány park.

#### Vstupní části

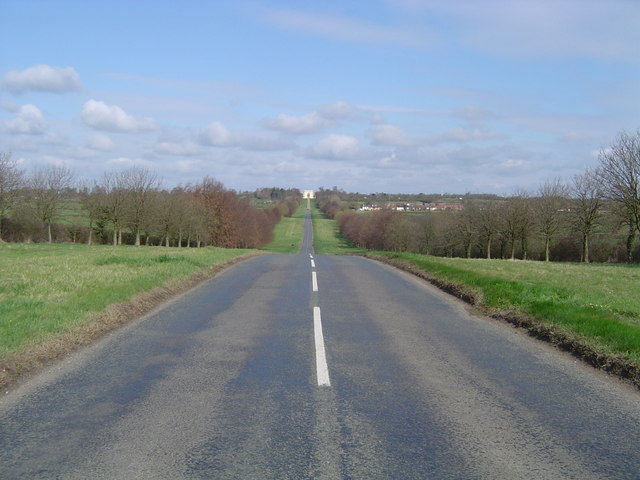
Cesta Grand Avenue, zcela v pozadí zřetelný Corinthian Arch

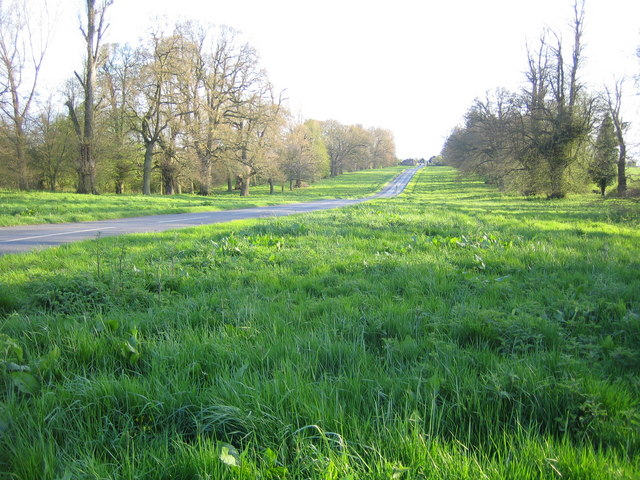
Oxford Avenue

Existují dvě hlavní vstupní části do parku v Stowe, vstup z Grand Avenue, z Buckinghamu od jihu a vstup z Oxford Avenue od jihozápadu, jenž vede k nádvoří u domu Stowe House. Grand Avenue je úprava, která byla dokončena v roce 1770, je jeden a půl míle dlouhá. Byla původně lemovaná jilmy. Jilmy byly zahubeny v roce 1970 grafiózou a proto byly nahrazeny buky a kaštany. Grand Avenue se od Corinthian Arch obrací na západ a připojuje se k Queen's Drive, která se připojuje k Oxford Avenue těsně pod Boycott Pavilions. Oxford Avenue byla vysazena kolem roku 1790, a prodána National Trust v roce 1985.

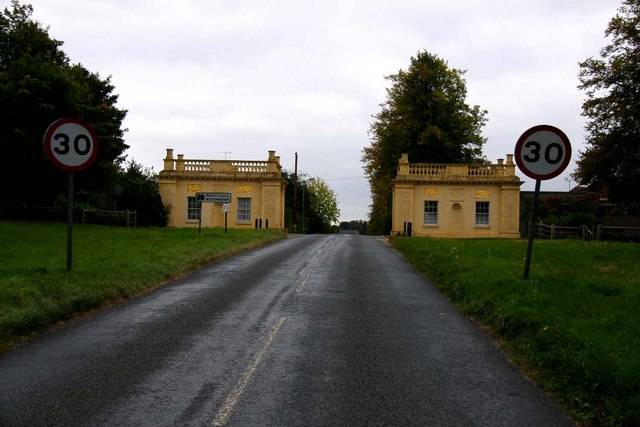
Jeden z prvků vstupu do parku, Buckingham Lodges na Grand Avenue

##### Buckingham Lodges
Buckingham Lodges jsou součástí jižního vstupu (brány) do parku na Grand Avenue, leží asi 5 km (tři míle ) na jih od středu Stowe House, pravděpodobně byly navrženy architektem Vincenzo Valdrè, pochází zřejmě z roku 1805.

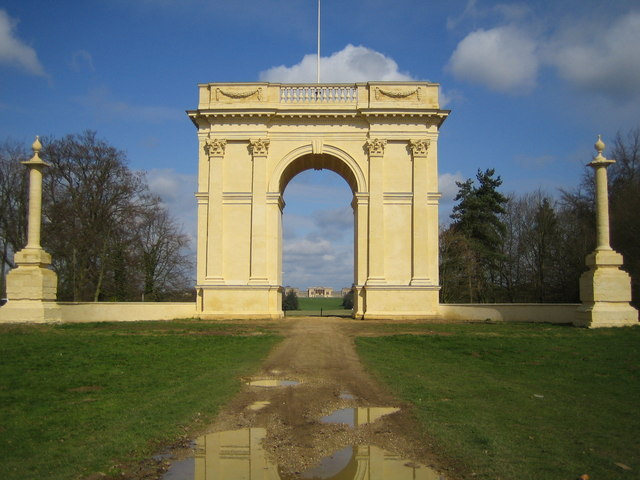
Corinthian Arch

##### Corinthian Arch
Corinthian Arch byl navržen v roce 1765 Thomasem Pittem, prvním baronem z Camelfordu, bratrancem lorda Templeho. Postaven z kamene, měří 18 metrů (60 stop) na výšku a 18 m (60 stop) na šířku. Je postaven podle starověkých římských triumfálních oblouků. Nachází na severním konci Grand Avenue přes kilometr a půl na jih od centra domu, na vrcholu kopce. Centrální oblouk je lemován korintskými sloupy. Corinthian Arch obsahuje dvě čtyřpodlažní rezidence původně pro hlídače brány. V roce 1780 byly přidány toskánské sloupy.

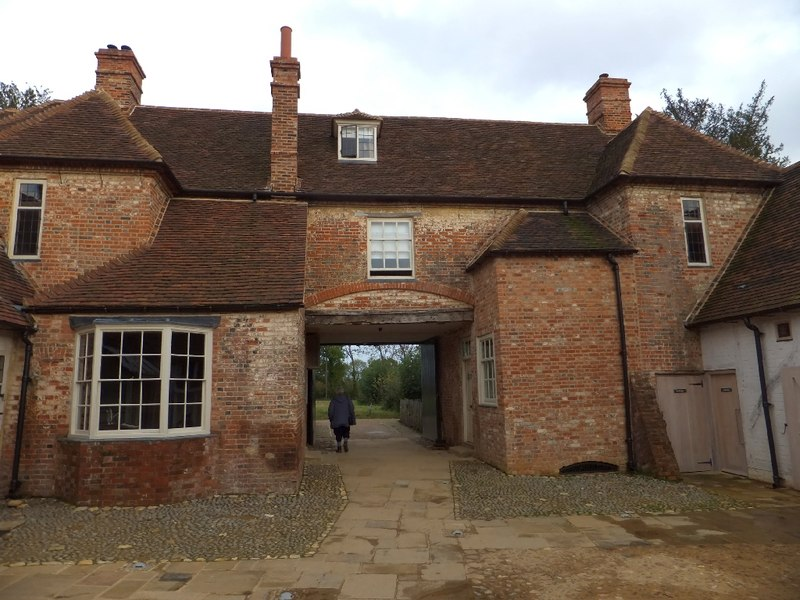
Farma New Inn

##### The New Inn
The New Inn je hotel pro návštěvníky, který se nachází asi 100 metrů na východ od Corinthian Arch. Byl postaven v roce 1717 za účelem ubytování návštěvníků zahrady. Hotel je zhotoven z červených cihel stejně jako mini pivovar, kde se vaří pivo z ječmene, a také jako farma a mlékárna. Hotel byl uzavřen v roce 1850, pak byl používán jako součást farmy, kovárny a psí chovatelské stanice rasy deerhound (neboli skotský jelení pes). Budova byla zakoupena v zničeném stavu organizací, National Trust v roce 2005. V roce 2010 byly zahájeny práce na opravě na nové návštěvnické centrum, a od roku 2011 bude novým vstupem pro návštěvníky zahrady. V současné době je používán jako vstup The Oxford Gates. The New Inn je spojena cestou Bell Gate Drive s Bell Gate vedle východní jezera Lake Pavilion. Název pochází od skutečnosti, že návštěvníci museli zazvonit u brány, aby jim byl umožněn vstup do zahrady.

##### Water Stratford Lodge
Water Stratford Lodge se nachází něco málo přes kilometr od domu nedaleko hranic s Oxfordshire, na samém začátku Oxford Avenue, u obce stejného jména. Přízemní domek (sloužící jako vrátnice) byl postaven v roce 1843, je v italském stylu s terasou, se dvěma okny obklady jsou z kamene. Architektem byl Edward Blore.

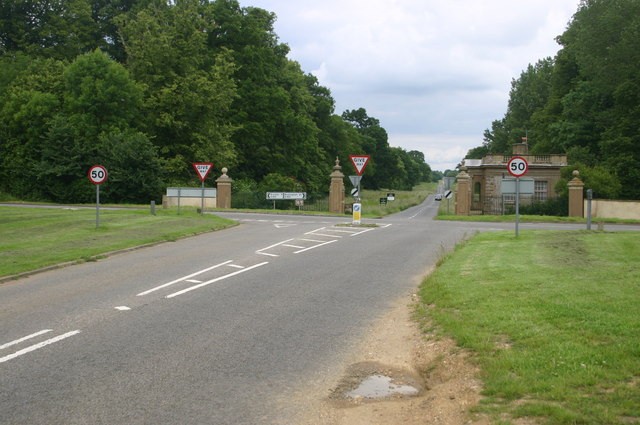
Water Stratford Lodge
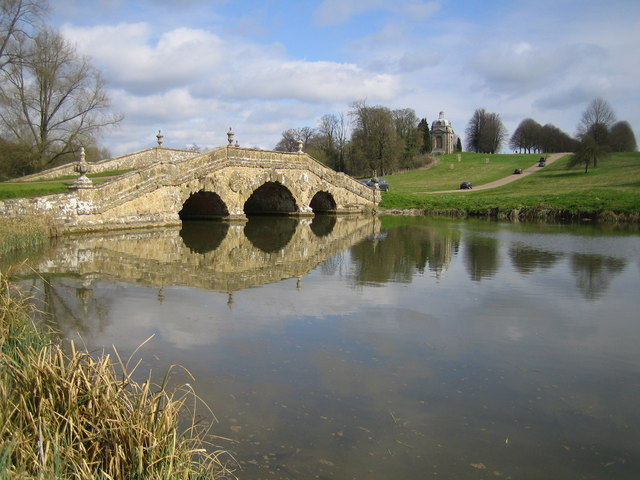
Přehrada Oxford Bridge
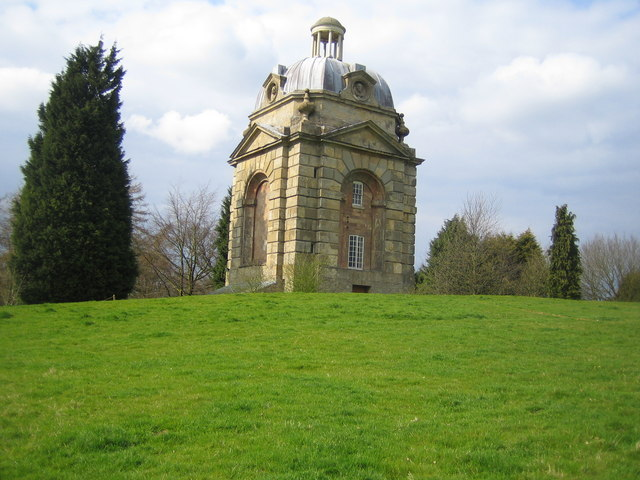
Východní z několika staveb nazývaných Boycott Pavilions
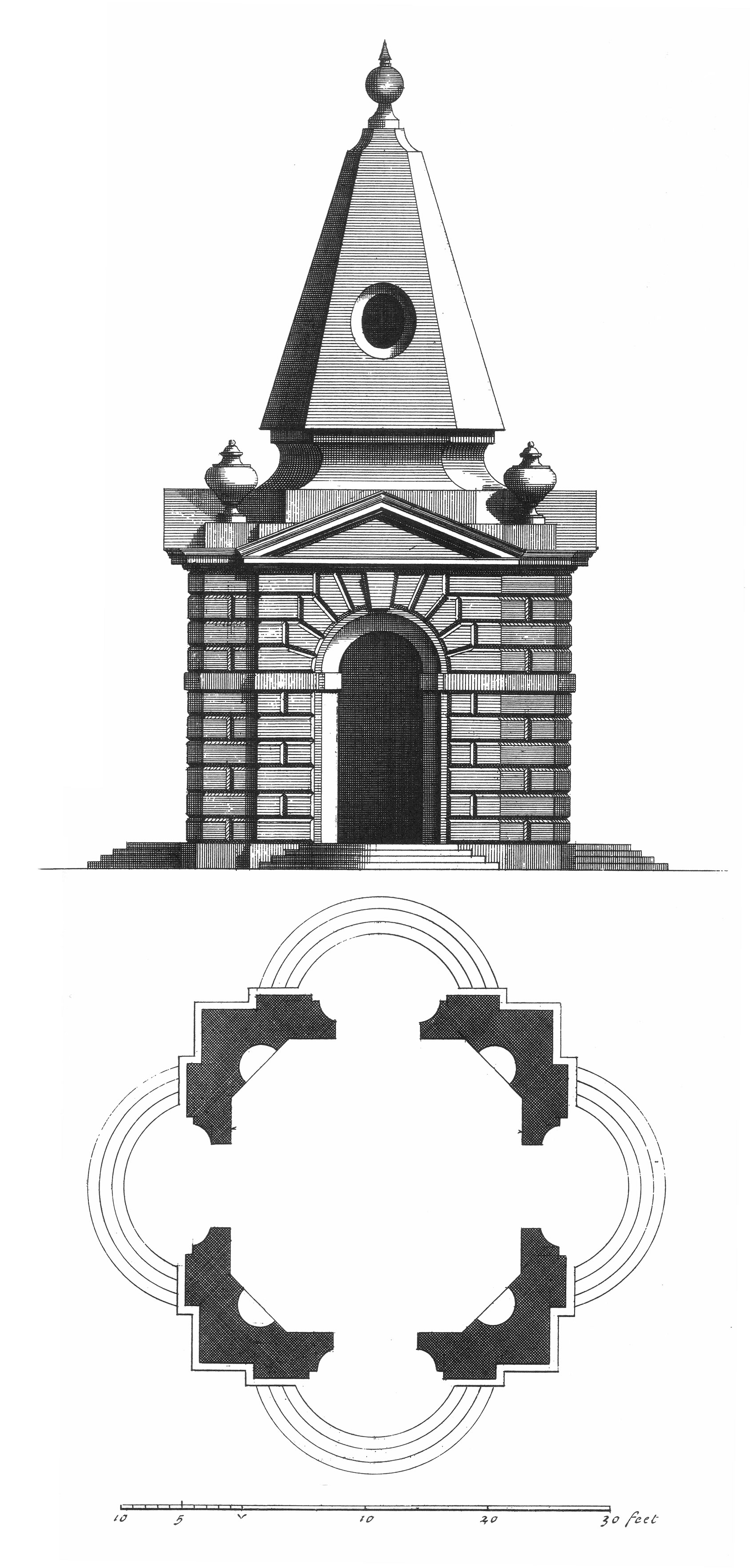
Návrh některých z Boycott Pavilions od Jamese Gibbse

##### Oxford Gates
Oxford Gates byly navrženy Williamem Kentem v roce 1731, na pozici na severo-východ, ale byly přesunuty na své současné místo v roce 1761. Železné zábradlí bylo přidáno okolo roku 1780 podle návrhu architekta Vincenzo Valdrè. Pilíře nesou erby rodu Coade z kamene vyrobené na zakázku Eleanor Coade.

##### The Oxford Bridge
Oxford Bridge byl postaven v roce 1761 aby překlenul řeku Dad poté, co byla přehrazena a vznikla řeka přejmenovaná na Oxford Water.  Autorem mostu byl pravděpodobně hrabě Temple. Kamenný klenutý most má tři oblouky, z nichž prostřední je o něco širší a vyšší než ty vedlejší. Pevná římsa má na koncích a nad dvěma pilíři umístěno osm ozdobných uren.

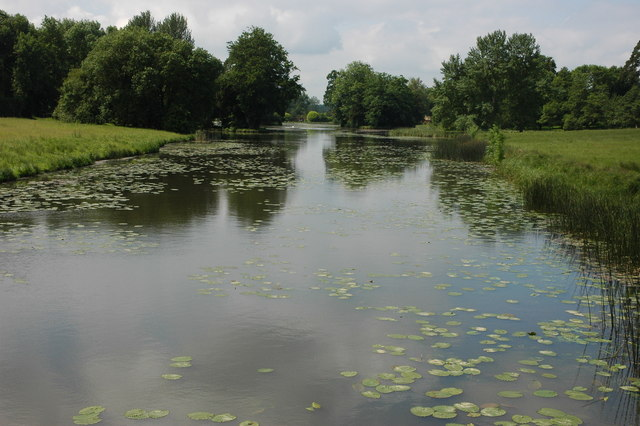
Octagon Lake

##### Boycott Pavilions
Boycott Pavilions vytvořené z kamene navrhl James Gibbs. Stavba ležící na východě, byla vystavěna v roce 1728, západní byla postavena v roce 1729. Jsou pojmenovány po nedaleké zmizelé osadě Boycott. Nachází se na vrcholku kopce s výhledem na řeku Dad, která lemuje Oxford drive. Původně byly obě stavby ve formě hranatých otevřených belvederů, pavilonků s kamennou pyramidální střechou. V roce 1758 je architekt Giovanni Battista Borra upravil a nahrazovat je olověnými kopulemi s kulatým vikýřem a oknem na každé straně. Východní pavilek byl přeměněn na třípodlažního dům v roce 1952.

#### Nádvoří
Nachází se před severní stranou domu.

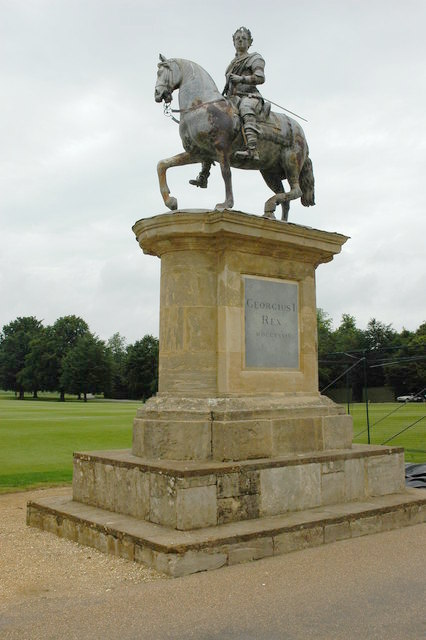
Socha Jiřího I.

##### Socha Jiřího I.
Socha Jiřího I. je ve středu nádvoří. Jezdecká socha krále Jiřího I je vyšší než v životní velikosti autorem je Andries Carpentière byla vytvořena z litého olova v roce 1723. Stojí na vysokém kamenném podstavci.

#### South Vista
South Vista (Jižní vyhlídka) plocha se stromy lemovanými svažitými trávníky na jih od domu, dolů k osmibokému jezeru Octagon Lake a kilometr a půl za Corinthian Arch, od nějž vede Grand Avenue více než kilometr a půl do Buckinghamu. Jedná se o nejstarší plochu zahrady. Zde byly obezděné zahrady na místě na jižního trávníku od roku okolo 1670, které patřily ke starému domu. Tyto zahrady byly změněny v letech okolo 1680, když byl dům přestavěn na současném místě. Byli opět upraveny Bridgemanem v roce 1716. Trávníky s doprovodnými lesy na jejich současnou úpravu byly změněny v roce 1741, kdy "Capability" Brown rekonstruoval tuto oblast ve stylu anglického parku.

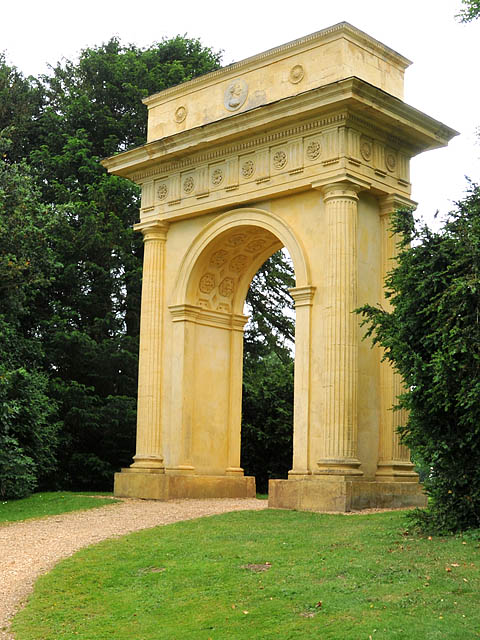
Doric Arch

Budovy v této oblasti jsou:

##### Doric Arch
Doric Arch je dórský oblouk z kamene, postavený v roce 1768 při návštěvě princezny Amelie, pravděpodobně podle návrhu Thomase Pitta, 1. barona z Camelfordu, je jednoduchý oblouk lemován vlnitými dórskými pilastry, s propracovaným kladí s triglyfy a vyřezávanými metope. To vede k Elysijánským polím (Elysian fields).

##### Socha Jiřího II
Socha Jiřího II stojící na západním okraji trávníku byla přestavěna v roce 2004 organizací National Trust. Je o památník krále Jiřího II., původně postavený v roce 1724, než se stal králem. Pomník se skládá z korintského sloupu na podstavci 9,1 m vysokém, který podpírá kamennou sochu krále, která je kopií sochy prodané v roce 1921. Pilíř má nápis z Horatiovy Ódy 15, knihy IV.

##### Lake Pavilions

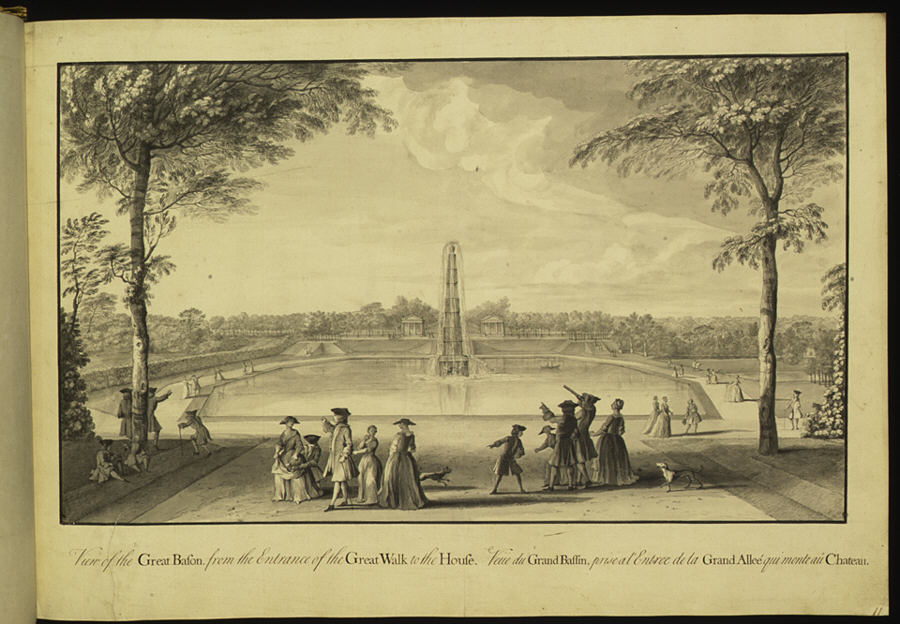
Pohled od Great basin (z aleje) směřující k Stowe House; na obrázku zřetelné pavilonky Lake Pavilions

Lake Pavilions jsou stavby navržené Vanbrughem v roce 1719, které jsou na okraji „ha-ha“ lemujícího centrální průhled skrz park k oblouku Corinthian Arch. Byly přesunuty dále od sebe v roce 1764 a jejich detaily upraveny na neo-klasické architektem Borra. Stojí na zvýšeném podstaci, na který lze vystoupat osmi schody. Pavilony jsou tvořeny čtyři skládanými dórskými sloupy na šířku a dvěma do hloubky, s pevnou zadní stěnou a s kazetovým stropem. Za východním pavilonem leží Bell Gate. Ta bývala použita pro veřejnost při návštěvě zahrad v 18. a 19. století.

#### Elysian Fields (Elysianské pole)

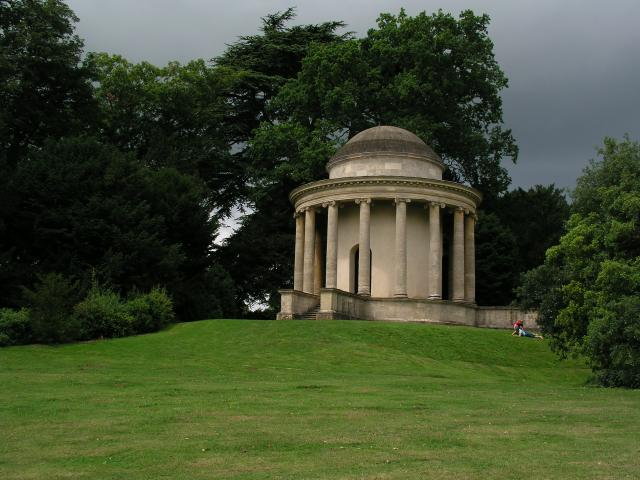
Chrám antické ctnosti

Leží přímo východně od South Vista, byly navrženy Williamem Kentem. V roce 1734 byly zahájeny práce na této části zahrady. Oblast zahrnuje asi 16 ha. Na tomto místě je řada budov a památek v blízkosti dvou úzkých jezer, tzv. řeky Styx, rameni osmibokého jezera Octagon Lake. Název odkazuje na Elysium a památky v této oblasti jsou připomínkou mrtvý Británie a starověkého Řecka. Mezi hlavní druhy stromů původně zde vysazených byly olše, jilmy, kaštany a borovice, ale byl zde vysazen také břečťan aby porostl mrtvé kmeny stromů a vytvořil tak vhodnou melancholickou náladu. Budovy v této oblasti jsou:

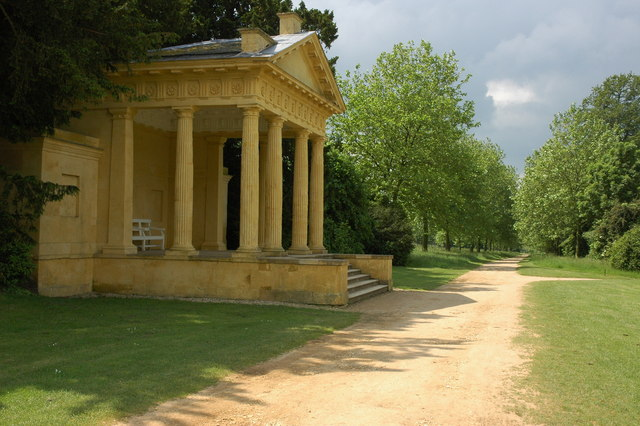
Jedna ze staveb nazývaných Lake Pavilion
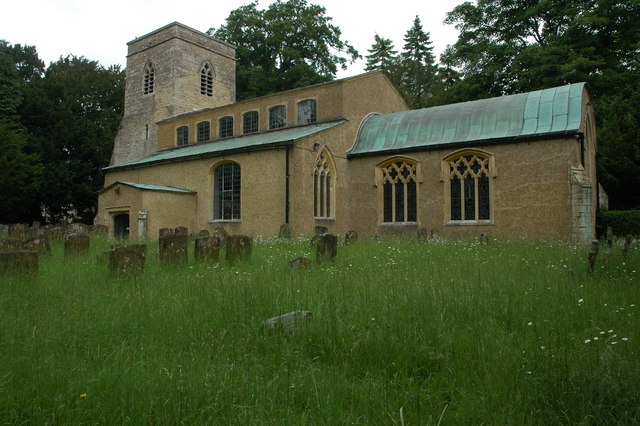
Kostel Saint Mary Church

##### Kostel Saint Mary's Church
Kostel se nachází v lese mezi domem a Elysian Fields. Je farním kostelem pro Stowe. Je to jediná přežívající stavba ze staré vesnice Stowe. Je datován do 14. století. Budova se skládá z lodi s uličkami a západní věží, kněžiště s kaplí na severu a na východě . Lancelot "Capability" Brown byl oddán v tomto v kostele v roce 1744. Kostel obsahuje okna s leptaným sklem zadané Sirem Laurence Whistlerem CBE na paměť Hon. slečny Thomas Close-Smith z Boycott Manor, nejstarší dcery 11. Lady Kinloss, která byla nejstarší dcerou 3. vévody z Buckinghamu a Chandosu. Thomas Close sám Smith byl vysokým šerifem Buckinghamshire od v roku 1942 a zemřel v roce 1946. Caroline Mary, jeho manželka, zemřela v roce 1972.

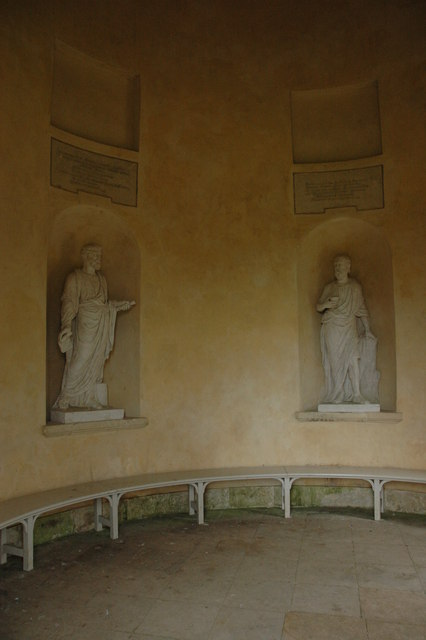
Interiér stavby Chrám antické ctnosti

##### Chrám antické ctnosti
Chrám antické ctnosti byl postaven v roce 1737 podle návrhu Kenta, ve formě Tholosu, kruhové klenuté budovy obklopené sloupy. V tomto případě jsou to jónské sloupy, 16 v řadě na podstavci. Uvnitř jsou čtyři výklenky, každý mezi dvěma vchody. Obsahují čtyři sochy v životní velikosti (sádrové kopie originálů, originály prodal Peter Scheemaker v roce 1921). Jsou to Epaminondas (vojevůdce), Lycurgus (zákonodárce), Homer (básník) a Sokrates (filozof).

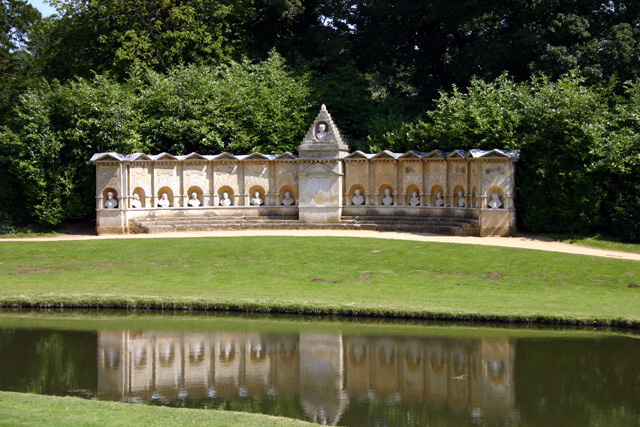
Památník Temple of British Worthies
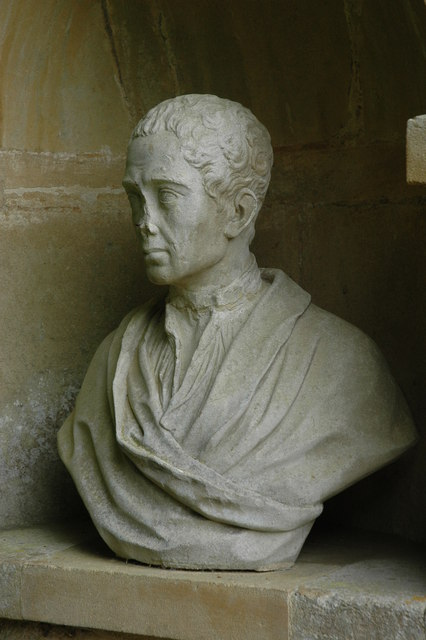
Busta Alexandra Pope

##### The Temple of British Worthies
The Temple of British Worthies (Chrám úctyhodných Britů) navrhl Kent a byl postaven v letech 1734-5. památník je vystavěn z kamene, jako zakřivená nezastřešená exedra s velkým kamenným sloupem ve středu. Sloup obsahuje oválný výklenek , kde je uložena busta Merkura, kopie originálu. V zakřivených stěnách je 6 výklenků po obou stranách, S dalších výklenků na obou koncích stěny a další dva dále za nimi. Tyto otvory jsou vyplněny bustami, napůl vytesanými, jejich autor je John Michael Rysbrack. Na bustách jsou vyobrazeni John Milton, William Shakespeare, John Locke, Sir Isaac Newton, Sir Francis Bacon, Alžběta I., Vilém III a Inigo Jones.

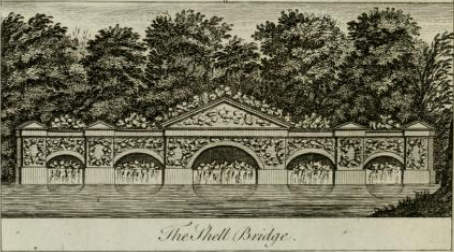
Most Shell Bridge navržený Kentem

Dalších osm bust představuje zobrazení osob od autora Peter Scheemakers a jsou zde vyobrazeni Alexander Pope, Sir Thomas Gresham, král Alfréd Veliký, Černý princ, Sir Walter Raleigh, Sir Francis Drake, John Hampden a Sir John Barnard (whig a oponent ministerského předsedy sira Roberta Walpole). Nad každým výklenkem je malá stříška, stěna zde vystupuje mírně dopředu. Volba osob odráží osobnosti které byly považovány "úctyhodné Brity" byla velmi ovlivněna politickými idejemi whigů, jde o vybrané osoby z nichž osm je známo pro své činy a osm pro své myšlenky a ideály.

##### Shell Bridge
Shell Bridge byl navržen Kentem, a dokončen v roce 1739, je vlastně přehradou upravenou aby vypadala jako most s pěti oblouky. Stavba je ozdobena mušlemi.

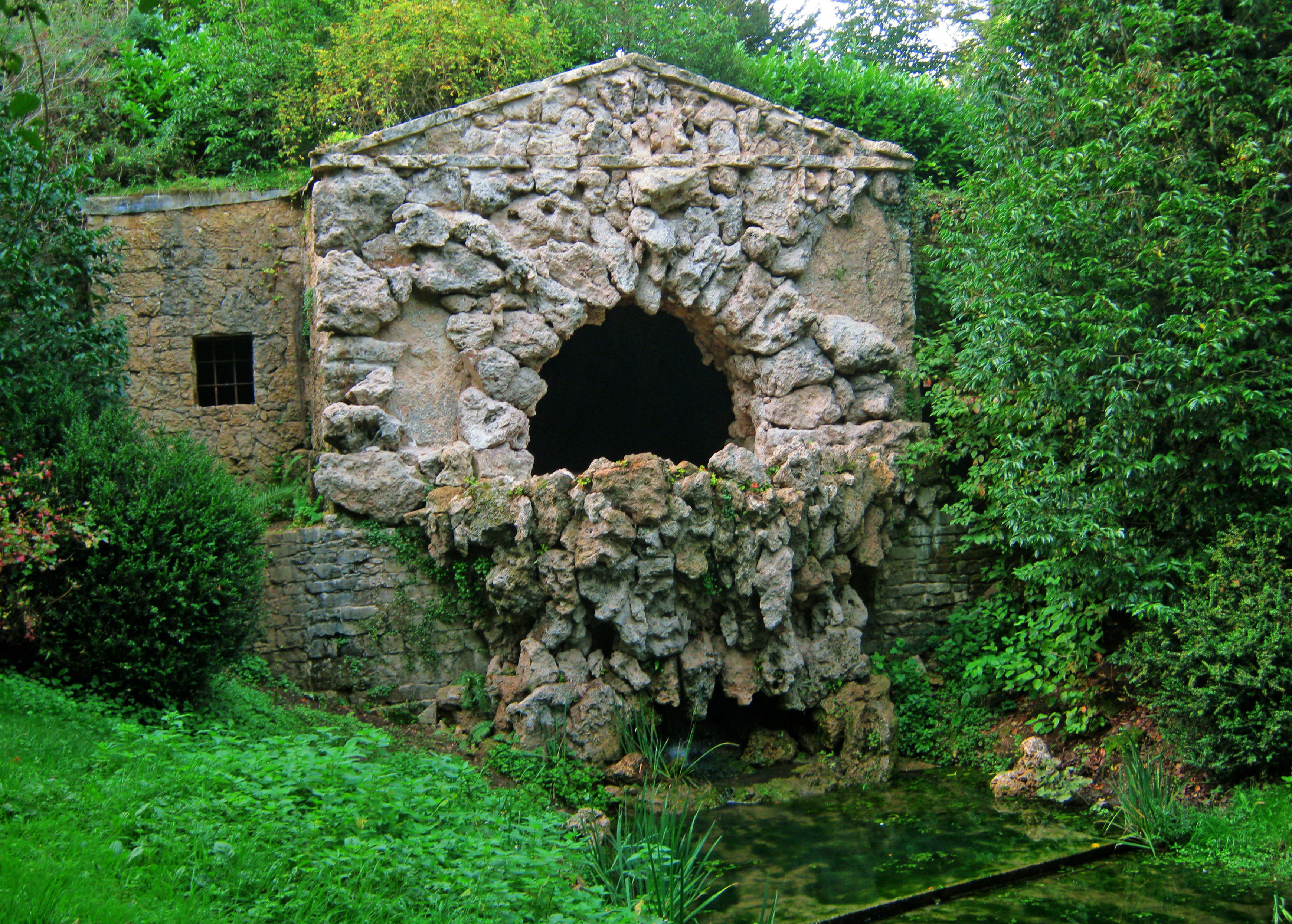
Grotto

##### Grotto
Grotto (jeskyně) navrhl pravděpodobně Kent v okolo roku 1730. Nachází se na začátku meandrů "řeky Styx", která protéká Elysian Fields. Jsou zde dva pavilony, jeden z nich je zdoben granáty a další oblázky a kamínky. V centrální místnosti jsou dvě nádrže z bílého mramoru. V horní je mramorová socha Venuše vstávající z lázně a voda padá z horní do dolní nádrže, načež je vedena pod podlahou před budovu, kde jako padající proud vtéká do řeky Styx.

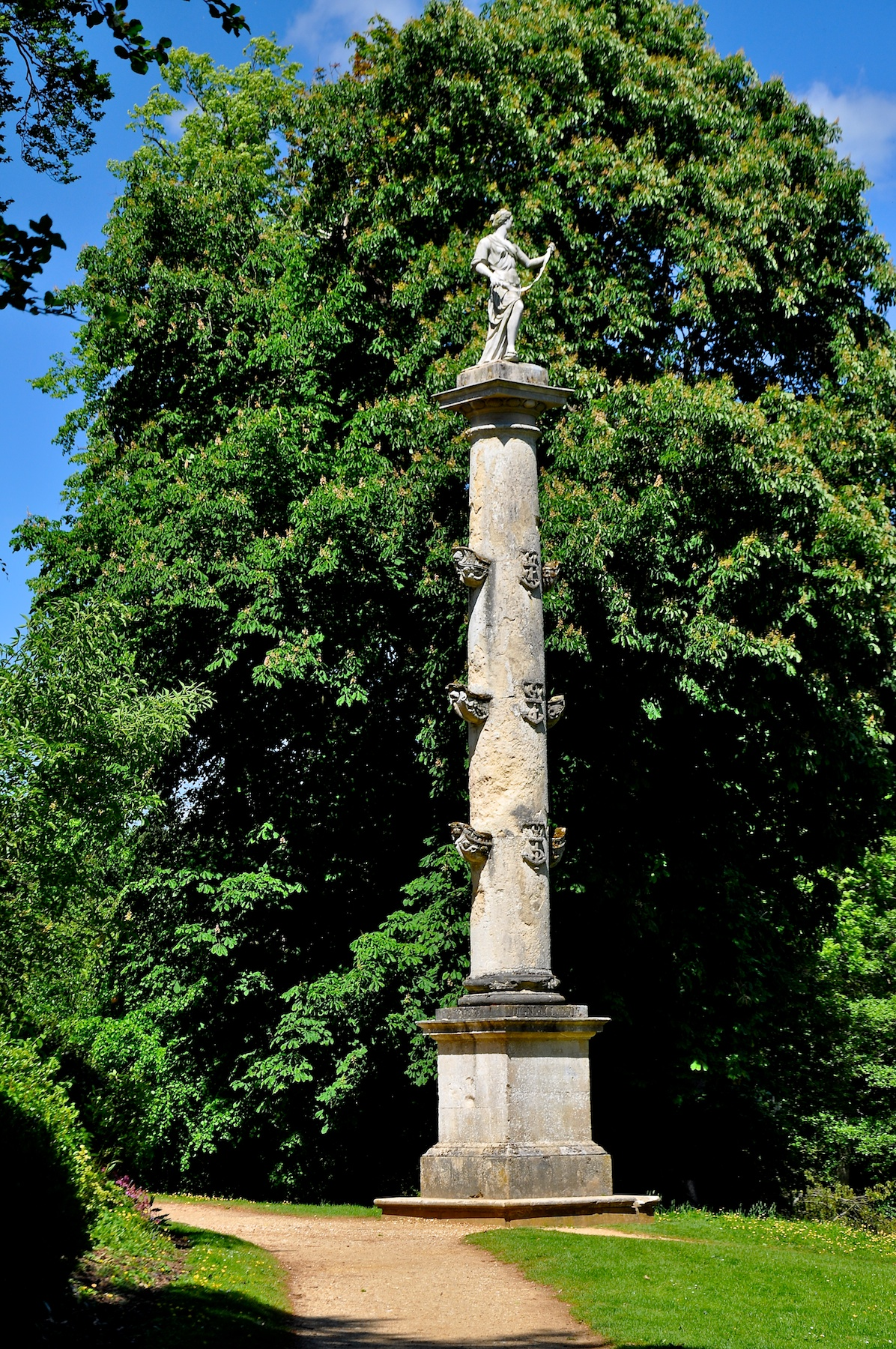
Grenville Column

##### Seasons Fountain
Seasons Fountain (Fontána ročních období) byla pravděpodobně postavena v roce 1805, je zhotovena z bílého mramoru. Teče z ní pramenitá voda. Základní konstrukce je vyrobena z krbu z 18. století, stavba měla být zdobena plaketami čtyř ročních období z porcelánu od Wedgwooda a měly zde být zavěšené stříbrné šálky k pití na obou stranách.

##### Grenville Column
Grenville Column (Grenvillský sloup) byl původně postaven v roce 1749 v blízkosti údolí Grecian Valley, ale byl přemístěn do tohoto místa jako dar v roce 1756. Pravděpodobně byl navržen Templem. Připomíná jednoho ze synovců lorda Cobhama, kapitána Thomase Grenville jenž byl zabit v roce 1747 při bojích s Francouzi u mysu Finisterre na palubě HMS Defiance pod velením admirála Ansona.

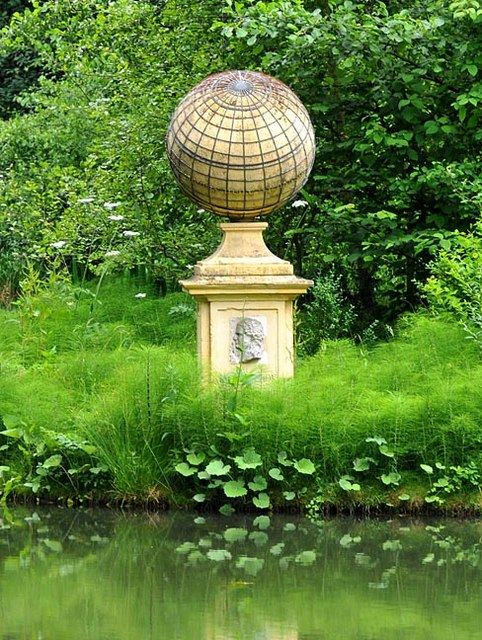
Cook's Monument
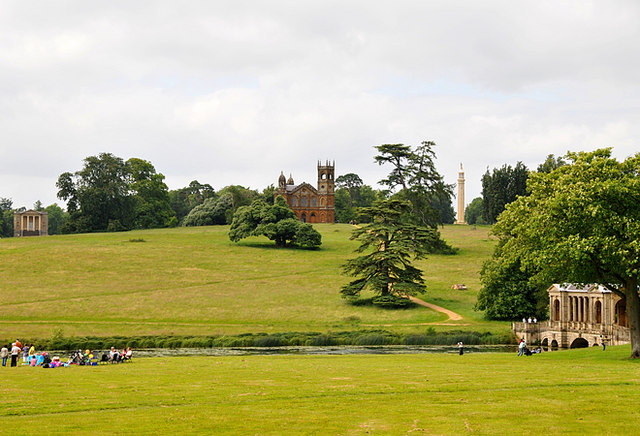
Prvky v parku ve Stowe, vlivem vzrostlých dřevin působí jako miniatury v disneyparku

##### Cook's Monument
Byl vytvořen v roce 1778 jako památník kapitána Jamese Cooka. Má podobu kamenné koule na podstavci (připomíná globus). Byl přemístěn do svého současného umístění v roce 1842. Na podstavci má být vyřezán reliéf Cookovy hlavy z profilu a nápis Jacobo Cook / MDDLXXVIII.

#### Hawkwell Field
Leží na východ od Elysian Fields, oblast je také známa jako The Eastern Garden (Východní zahrady). Tato plocha parku byla upravena v letech okolo 1730 a 1740. V této oblasti leží některé z větších budov.

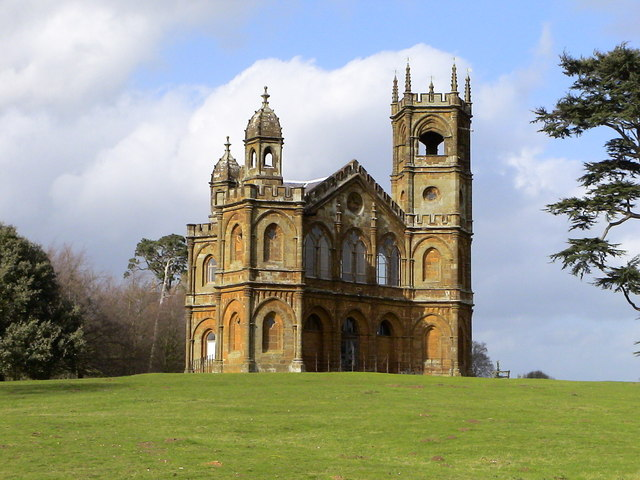
Pseudogotický chrám Gothic Temple

##### Gothic Temple
Pseudogotický chrám Gothic Temple navrhl James Gibbs v roce 1741 a dokončil jej v roce 1748. Je to jediná stavba v parku postavená ze železné rudy (limonit), všechny ostatní používají nažloutlý vápenec. Budova má trojúhelníkový půdorys, dvě podlaží s pětibokou věží na každém rohu, z nichž jedna je o dvě podlaží vyšší než hlavní budova, zatímco ostatní dvě věže mají lucerny na střeše. Nad dveřmi je citát od Pierra Corneille z hry Horace: Je rends milost aux Dieux de n'estre pas Roman (Děkuji bohům, že nejsem Říman). Interiér tvoří kruhový prostor. Chrám byl použit v roce 1930 pro školení armády jako Officer Training Corps armoury. Nyní je vlastnictvím Landmark Trust.

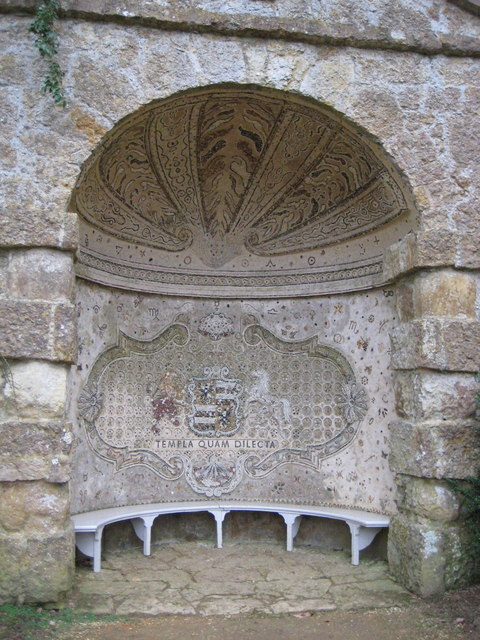
Pebble Alcove

##### Pebble Alcove
Pebble Alcove (Oblázková alkovna) Byla postavena z kamene před rokem 1739 pravděpodobně podle Kentova návrhu. Má podobu exedry zdobené barevnými kamínky, včetně rodinného erbu, pod kterou je motto rodu Templů: Templa Quam delecta (Jak krásné jsou tvé chrámy).

##### Chatham Urn
Chatham Urn je kopie velké kamenné urny známé jako Chatham Vase vytesané v roce 1780 Johnem Baconem. Ta byla umístěna v roce 1831 na malém ostrově v jezeře Octagon Lake. Je to památník Williama Pitta, 1. hrabě z Chathamu, bývalého premiéra, který byl příbuzný rodu Temple. Původní urna byla prodána v roce 1848 a je nyní v Chevening House.

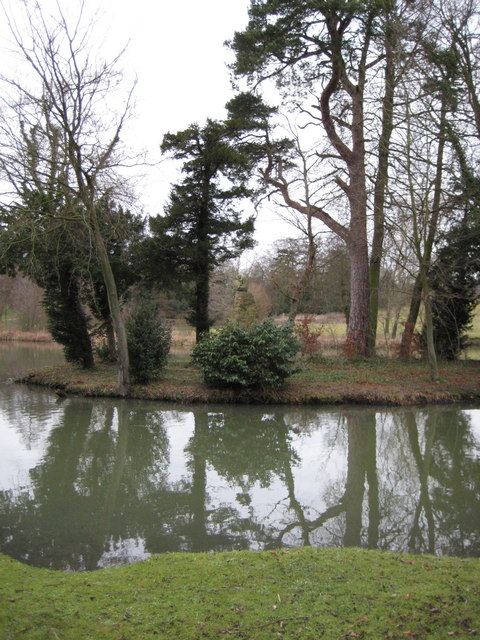
William Congreve's Monument

##### Congreve's Monument
Congreve's Monument je památník zhotovený z kamene, navržený Kentem v roce 1736, je to památník Williama Congreve. Památník je zhotoven ve tvaru pyramidy s urnou vytesanou na jedné straně s hlavou Apollóna a maskami komedie a tragédie. Komolý jehlan podepírá socha opice pohlížející na sebe do zrcadla, pod níž jsou nápisy.

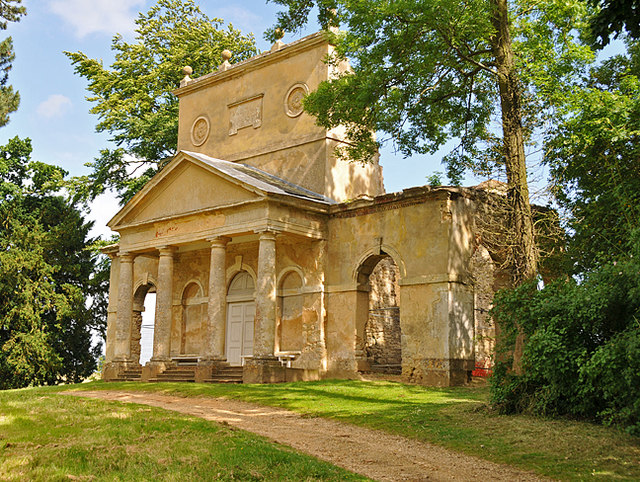
Temple of Friendship

##### Temple of Friendship
Temple of Friendship (Chrám přátelství) byl postaven z kamene v roce 1739 podle návrhu Gibbse. Nachází se v jihovýchodním rohu zahrady. Na exteriéru budovy je nápis AMICITIAE S (zasvěceno přátelství). Stavba byla těžce poničena požárem v roce 1840 a je stále v troskách. Byla postavena jako pavilon pro pobavení přátel lorda Cobhama. Původně byla vyzdobena nástěnnými malbami jejichž autor je Francesco Sleter, který vytvořil i malbu Britannia, na stropě a vyzdobil stěny alegorickými obrazy symbolizující přátelství, spravedlnost a svobodu. Byla zde série deseti bílých mramorových bust na černých mramorových podstavcích mezi zobrazenými je Frederick, princ z Walesu; Philip Stanhope, 4. hrabě z Chesterfieldu, George Lyttelton, 1. baron z Lytteltonu, Thomas Fane, 8. hrabě z Westmorlandu, William Pitt, 1. hrabě z Chathamu, Allen Bathurst, 1. hrabě z Bathurstu, Richard Grenville-Temple, 2. hrabě Temple, Alexander Hume-Campbell, 2. hrabě z Marchmontu, John Leveson-Gower, 1. hrabě z Goweru.
Byly datovány 1741, tři byly vyřezány Peterem Scheemakersem: Cobham, Prince Frederick a Lord Chesterfield, zbytek bylo zhotoveno Thomasem Adye. Všechny busty byly prodány v roce 1848. Budova se skládala z čtvercové místnosti vysoké přes dvě podlaží. Přední strana má portikus na čtyřech toskánských sloupech podpírajících trojúhelník. Arkády a sloupoví se zdí za nimi ještě stojí.

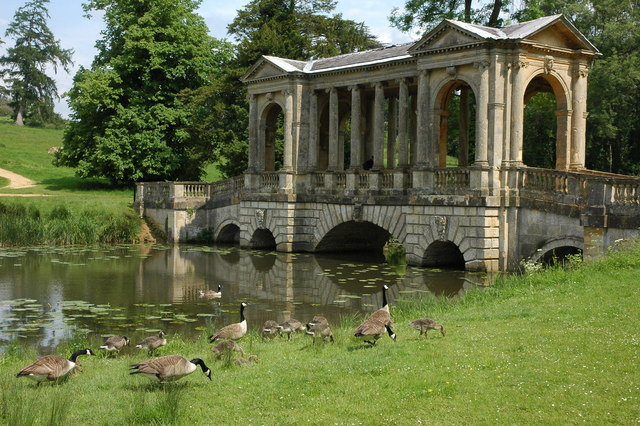
Palladian Bridge

##### Palladian Bridge
Palladian Bridge je most v palladianském stylu, který je kopií mostu na Wilton House. Hlavním rozdílem je, že verze Stowe je určena pro použití i pro vozy tažené koni. Most byl dokončen v roce 1738 pravděpodobně pod vedením Gibbse. Most má pět oblouků, střední je širší než zbylé. Na mostě upraven ozdobné zábradlí jako balustráda, prostřední tři oblouky podpírají otevřený pavilon. Nad středním obloukem se tyčí čtyři plné a dva polovičních sloupce v románském stylu s jónskými hlavicemi. Střecha je z břidlice se sádrovým stropem. Most se původně klenul nad potokem, který vytékal z jezera Octagon lake, ale když bylo jezero rozšířeno a prohloubeno pro přirozenější tvar, jak se stalo v roce 1752, pak se tato část potoka stala ramenem jezera.

##### Queen's Temple
Queen's Temple (Chrám královny) byl původně navržen Gibbs v roce 1742 a byl nazýván Lady's Temple (Chrám dámy). Byl navržen pro pobavení přátel Lady Cobham. Ale budova byla značně přestavěna v letech 1772–1774 a získala formu neoklasické stavby. Architektem byl pravděpodobně Thomas Pitt, sloupoví je založen na Maison Carré. Další úpravy byly provedeny v roce 1790, kdy jej upravil Vincenzo Valdrè na paměť zotavení George III ze šílenství s pomocí královny Charlotte, po němž byla budova přejmenována. Přízemí bylo zvýšeno, hlavní průčelí se skládá ze sloupoví, stěny s výklenky obsahují okrasné urny. Velké dveře jsou plně proskleny. Místnost uvnitř je nejkomplikovaněji zdobená stavba v zahradě.

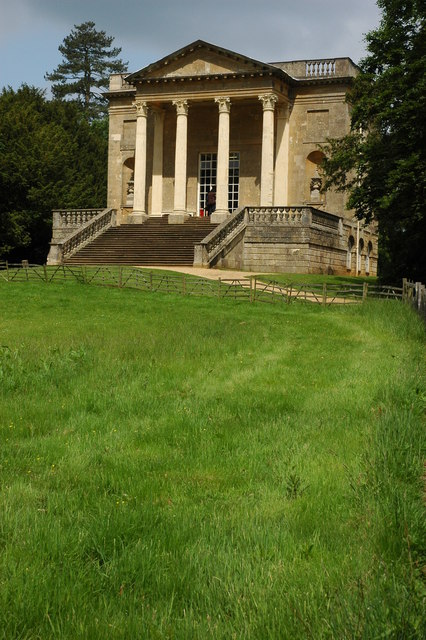
Queens Temple
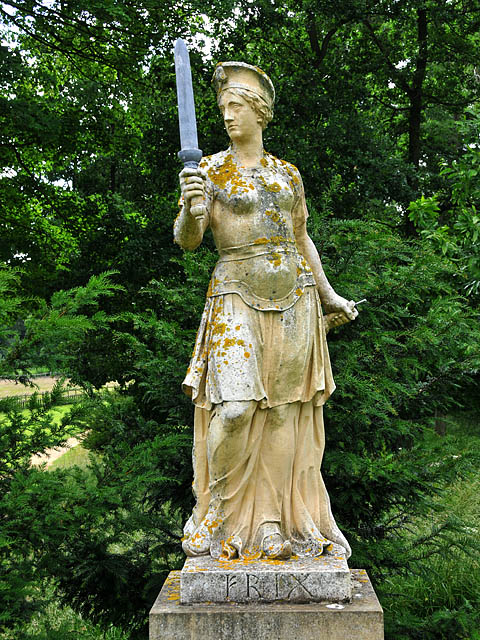
Socha Frig
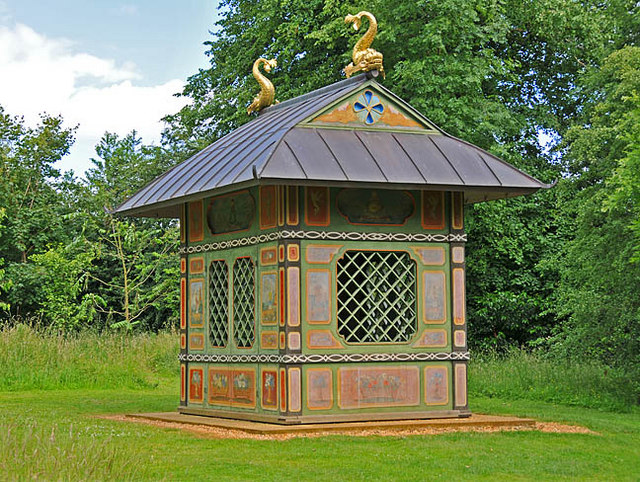
Chinese House

##### Sochy saských bohů
Autorem je John Michael Rysbrack u soch sedmi božstev, které daly svá jména dnům v týdnu. Sochy byly vytesány z portlandského vápence v roce 1727. Na současné stanoviště byly přesunuty v roce 1773. Současné sochy jsou však pouze kopiemi originálů, které byly prodány v bdobí 1921–1922). Sochy jsou uspořádány v kruhu. Každá socha (s výjimkou Sunna a poloviční délky sochy) jsou v životní velikosti. Základna každé sochy stojí na podstavci a má nápis v runovém písmu, který sděluje jména boha. Jsou to: Sunna (neděle), Mona (pondělí), Tiw (úterý), Woden (středa), Thuner (čtvrtek), Friga (pátek) a saská verze Seatern (sobota), původní sochy Sunna a Thuner jsou majetkem V&A Museum, původní socha Frigy stála mnoho let v Portmeirionu, ale byla prodána v aukci v roce 1994 za 54 000 liber, původní socha Mona je v Buckinghamshire County Museum.

#### Lamport Gardens
Zahrady Lamport Gardens leží východně od zahrad Eastern Gardens a jsou pojmenovány po zmizelé osadě Lamportem. Zahrady byly vytvořeny v roce 1826, jejich architektem byl Richard Temple-Grenville, 1. vévoda z Buckinghamu a Chandos a jeho zahradník James Brown. Od roku 1840 zahradník pan Ferguson 2. vévody Buckinghamského a architekt Edward Blore jako okrasná zahrada s kameny a vodními prvky. Budovy v této oblasti jsou Chinese House a Lamport Lodge.

##### Chinese House
Chinese House (Čínský dům) je známo, že podle data z roku 1738 je první známou budovou v Anglii postavenou v čínském stylu. Byla vyrobena ze dřeva a pomalovaná na plátně Francesco Sleterem. Původně stála na pilotech v rybníku u Elysian Fields. V roce 1750 to bylo přemístěna ze Stowe a koupena společností National Trust v roce 1996, načež byla vrácena zpět do Stowe a umístěna v současném stanovišti.

##### Lamport Lodge
Lamport Lodge jsou jedinečné červené cihlové zahradní domky. Jsou vystavěny ve stylu tudorovské gotiky, se dvěma arkýři. Byly přestavěny v letech 1840-1 Blorem ze starších budov. Objekty zde působí jako vstup přes „ha-ha“. stojí zde jsou tři sady železných vrat, které obsahují jednu bránu pro vozy a dvě doprovodné pro pěší. Vedou k aleji buků vysazených v roce 1941, a dále cesta vede k chrámu Gothic Temple.

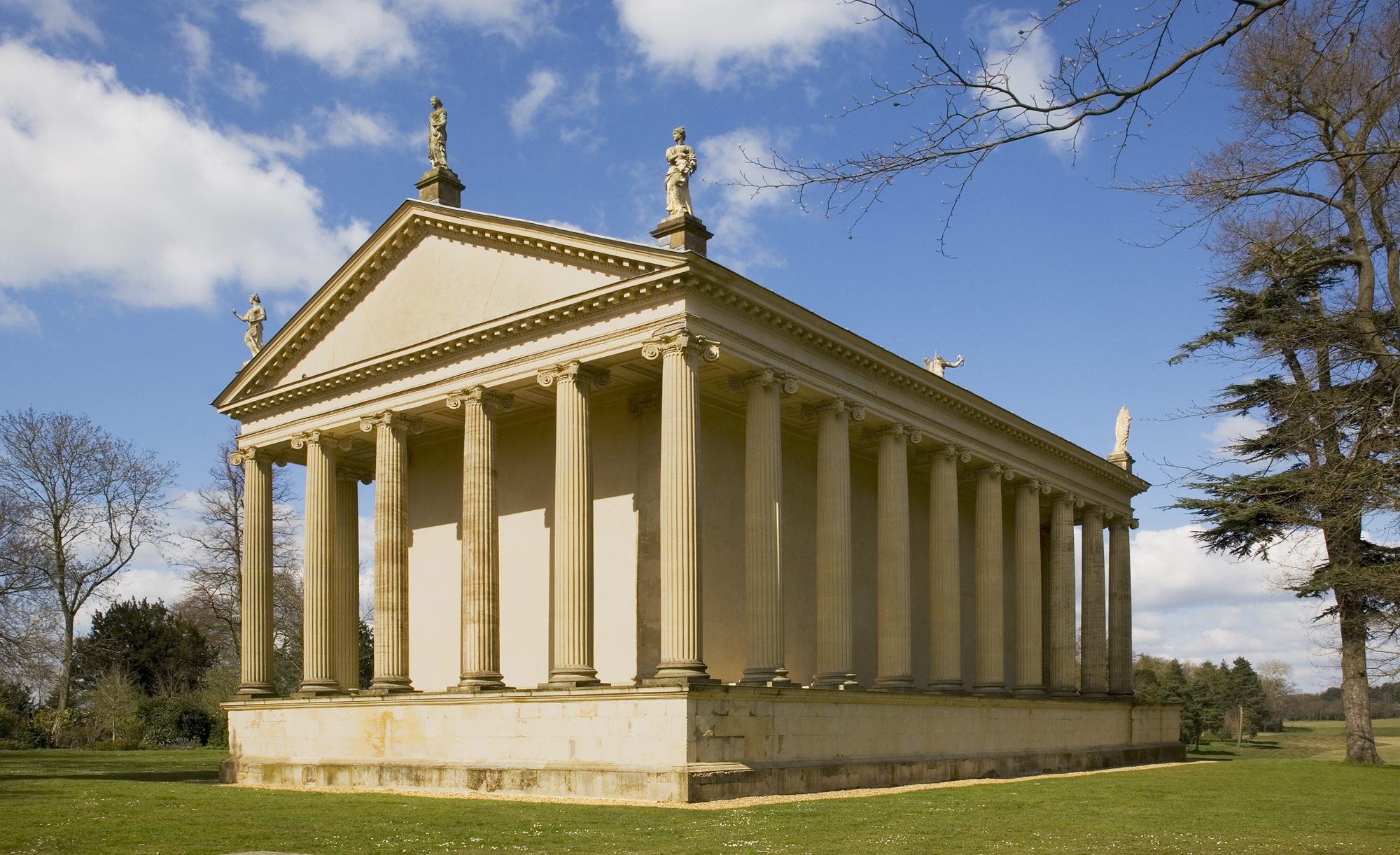
Temple of Concord and Victory

#### Grecian valley
Grecian valley (Řecké údolí) se rozkládá na severu Eastern Garden. Je upraveno zahradním architektem Lancelotem „Capability“ Brownem, který jej vytvořil v letech 1747-1749. Jde o první známou architektonickou úpravu tohoto významného a ve své době slavného tvůrce parků. Plochy trávníků tvarované do "L" pokrývají asi 24 ha (60 akrů). Starší lípy a jilmy zde byly vysazeny z jiných míst na panství se záměrem co nejrychleji dosáhnout vzhledu malebné krajiny. Z ostatních druhů stromů, které Brown použil v této a dalších oblastech zahrad jsou uváděny: cedr, tis, buk, platan, modřín a borovice.

##### Temple of Concord and Victory
Autor Temple of Concord and Victory (Chrám Svornosti a Vítězství), této největší ze zahradních staveb ve Stowe je neznámý, ale je předpokládáno, že je jím Temple a Thomas Pitt, 1. baron Camelford. Stavba je zhotovena z kamene, byla vytvořena mezi 1747 a 1749. Budova se nachází mezi dvěma rameny údolí. Stojí na zvýšených základech se schody až k hlavnímu vchodu. Stavbu tvoří peristyl 28 románských sloupů v jónském slohu, deset na bocích a šest na každém konci. Hlavní štít obsahuje sochu Petera Scheemakera Four Quarters of the World bringing their Various Products to Britannia (Tři čtvrtiny světa přináší své výtvory Británii). Objekt byl budován od roku 1760, kdy byl přeměněn na památník na britského vítězství v sedmileté válce. Dřevěné dveře celly jsou natřeny pruskou modří s pozlacením na lištách.

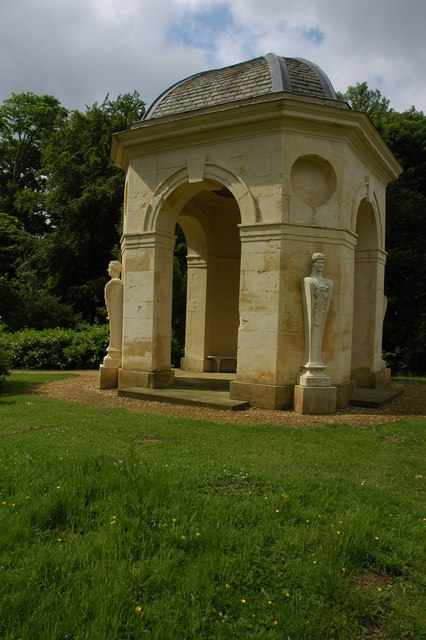
Fane of Pastorial Poetry

##### Fane of Pastoral Poetry
Stavba Fane of Pastoral Poetry se nachází v lesíku na východním konci údolí v severovýchodním rohu Grecian valley, je to malý pavilonek navržený Jamese Gibbsem v roce 1729 do svého současného umístění byl umístěn v letech kolem 1760. Je čtvercového půdorysu se zkosenými rohy, byl postaven z kamene, každá strana stavbu tvoří otevřený oblouk. Herma vyčnívá z každého zkoseného rohu mezi oblouky.

##### Circle of the Dancing Faun
Circle of the Dancing Faun (Kruh tančícího Fauna) se nachází v blízkosti severovýchodního konce údolí Grecian valley nedaleko Fane of Pastoral Poetry, Circle of the Dancing Faun je vytvořen kruhem pěti soch pastýřů a pastýřek. Všechny sochy byly prodány. Dvě z těchto soch se nacházely v Buckinghamu a byly v roce 2009 znovu instalovány na své původní místo v zahradě.

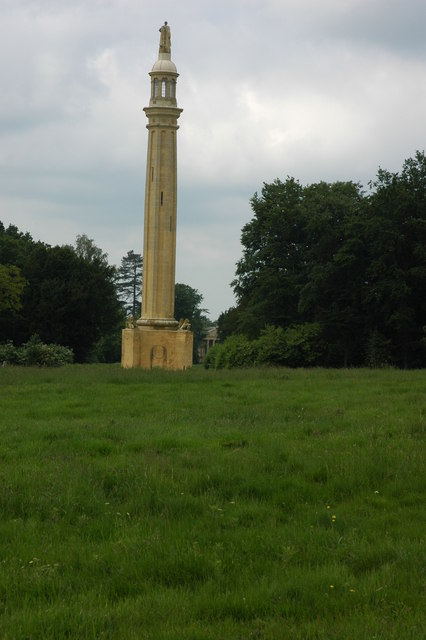
Cobham Monument
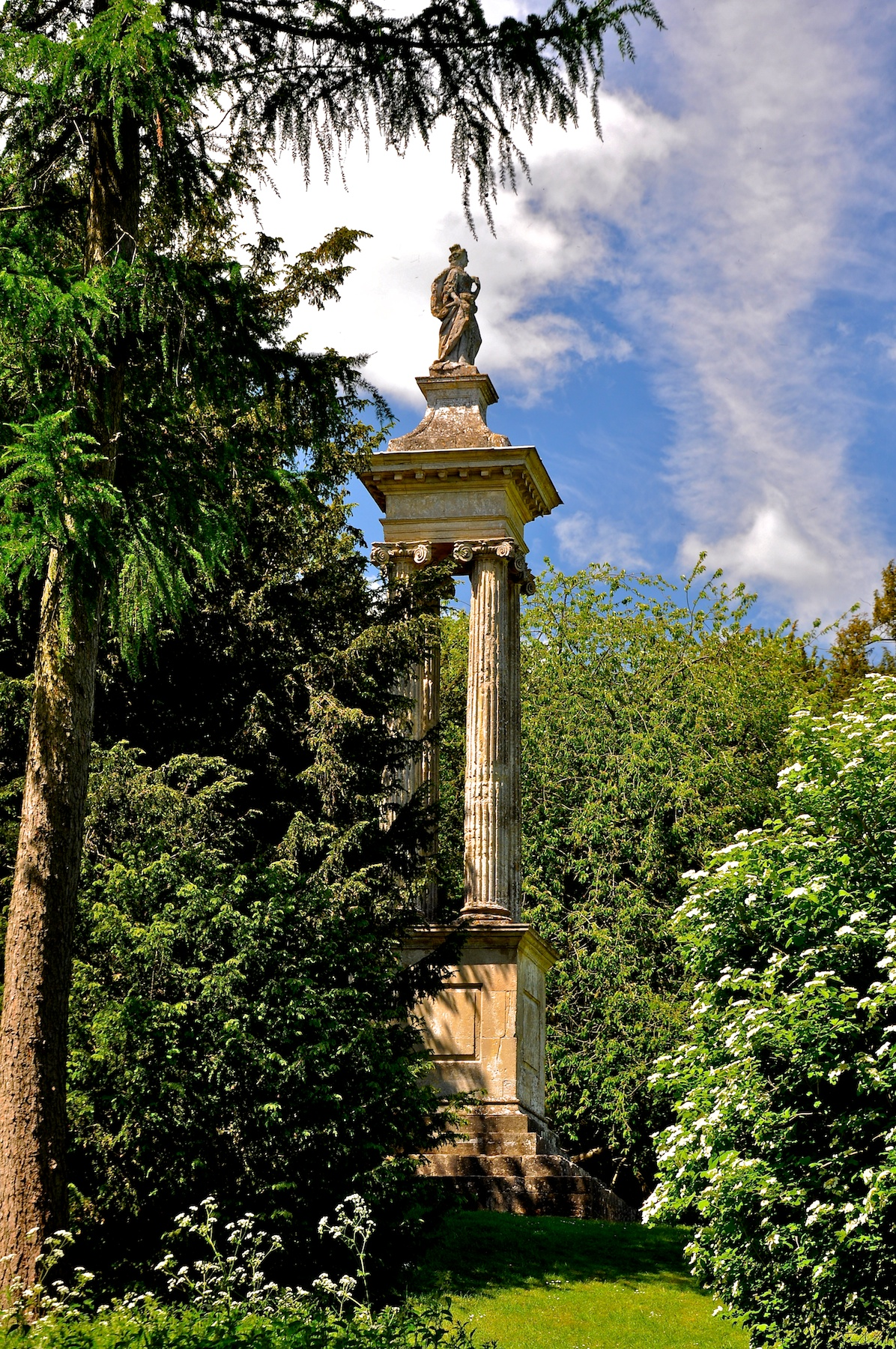
Památník Queen Caroline
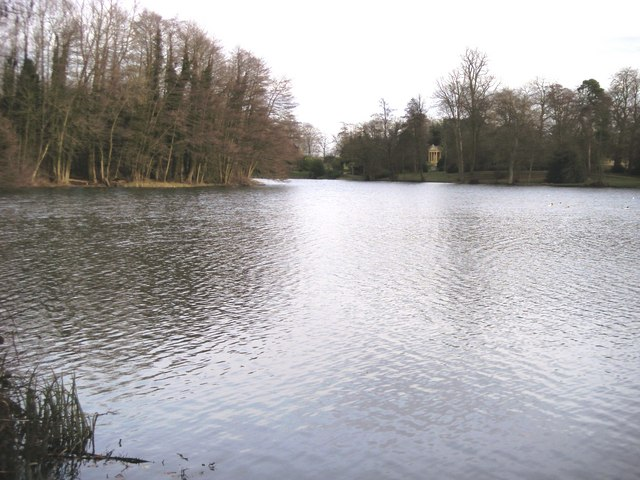
Eleven Acre Lake
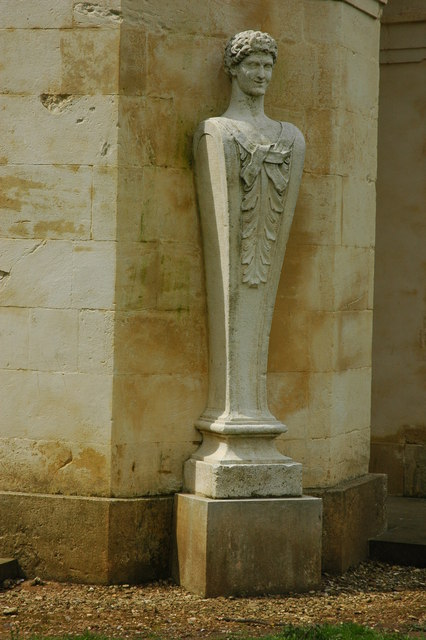
Herma, detail Fane of Pastorial Poetry

##### Cobham Monument
Cobham Monument je umístěn v jižní části údolí Grecian valley, je nejvyšší stavbou v zahradách. Dosahuje výšky 32 m (104 stop). Byl postaven v letech 1747–1749, je zhotoven z kamene, pravděpodobně byl navržen Brownem. Sloupec sám o sobě je osmiboký s jedinou drážkou na každé ploše. Má hlavici a patku v dórském slohu. Na sloupu je rozhledna s osmi obloukovitými okny a kopule na níž stojí socha Lorda Cobhama.

#### Western garden
Western garden (Západní zahrady) leží přímo na západ od South Vista. Do Western garden je zahrnováno i jezero Eleven-Acre Lake. Tato plocha zahrady byla upravena v letech 1712 až 1770, kdy prošla konečnými terénními změnami. Jezero bylo rozšířeno s ohledem na jeho přirozený tvar v roce 1752. V této oblasti jsou tyto budovy:

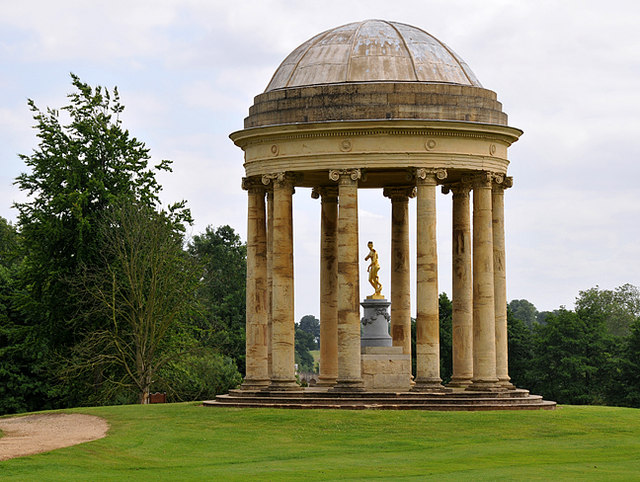
Rotondo

##### Rotondo
Budovu Rotondo (také někdy nazývána Rotundo) navrhl Vanbrugh. Byla vystavěna v letech 1720–1721. Rotondo je kruhový chrám, který se skládá z deseti románských sloupů v jónském stylu, které stojí na vyvýšené ploše se třemi stupni. Klenba byla upravena Borrou v letech 1773–1774, aby měla nižší profil. Ve středu budovy je socha Venuše, stojící na vyvýšeném zdobeném podstavci. Současná socha byla nedávno umístěna výměnou za originál a pozlacena.

##### Queen Caroline
Socha královny Karoline z Ansbachu má formu tetrapylonu, vysokého čtvercového podstavce se čtyřmi skládanými románskými sloupy v jónském slohu na nichž je na podstavci umístěna socha královny. Na podstavic je nápis Honori, Laudi, Virtuti Divae Carolinae (Na počest, chválu a ctnosti božské Karoline). Objekt pravděpodobně navrhl Vanbrugh.

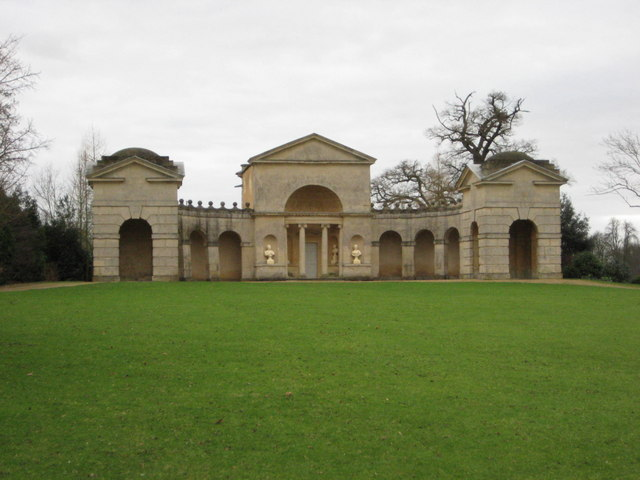
Temple of Venus

##### Temple of Venus
Stavba Temple of Venus (Chrám Venuše) pochází z roku 1731 a byl první budovou v zahradách upravených Williamem Kentem. Nachází se v jihozápadním rohu zahrady na druhé straně jezera Eleven-acre lake. Kamenná stavba má podobu jedné z vil které vytvořil Palladio. Středové obdélníkové místnosti jsou připojeny dvěma arkádami k pavilonům. Hlavní průčelí má exedru obklopenou dvěma plnými a dvěma polovičními románskými sloupy v jónském stylu. Na stranách dveří jsou dva výklenky obsahující busty Kleopatry a Faustina. Exedra je lemována dvěma výklenky, které obsahují busty císařů Nerona a Vespasiana, kteří jsou známí pro svůj sexuální apetit. Pavilony mají střechy ve tvaru kopule. Nad dveřmi je vytesán Veneri HORTENSI "Venušiny zahrady". Interiér byl v roce 1756 podle průvodce Seeley Guidebook vyzdoben freskami namalovanými Francesco Sleterem. Ve středu stropu je zobrazena nahá Venuše. Obrazy na stěnách byly výjevy ze Spenserovy Faerie Queene (Královna víl). Reverend John Wesley, zahradní stavbu Temple of Venus navštívil v roce 1779, a řekl, že uvedené obrazy (fresky) jsou „neslušné“. Malby byly zničeny na konci 18. století.
Na stropě byl podle průvodce vlys s nápisem od Catulla:
| „ | Nunc amet qui nondum amavit: Quique amavit, nunc amet. | (Nyní milujte, toho jenž nemiloval: Jenž miloval, ať nyní miluje.) | “ |

##### Hermitage
Budova byla navržena v roce 1731 Kentem. Stavba má masivní rustikální úpravu, štít obsahuje vytesanou Panovu flétnu ve věnci. Na budově je malá věž stojící napravo od vchodu.

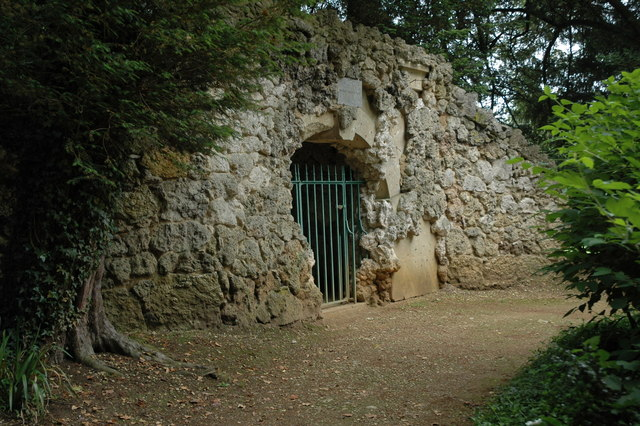
Dido's Cave

##### Umělá jeskyně Dido's Cave
Stavba Dido's Cave je o málo více než výklenek, pravděpodobně byla postavena v kolem roku 1720, původně byla zdobena malbou Dido a Aenea. V roce 1781 bylo průčelí ozdobeno tufem od markýzy z Buckinghamu. Její syn 1. vévoda z Buckinghamu na její památku přidal nápis „Mater Amata, Vale!“ (Sbohem milovaná matko). Projektant stavby není neznám.

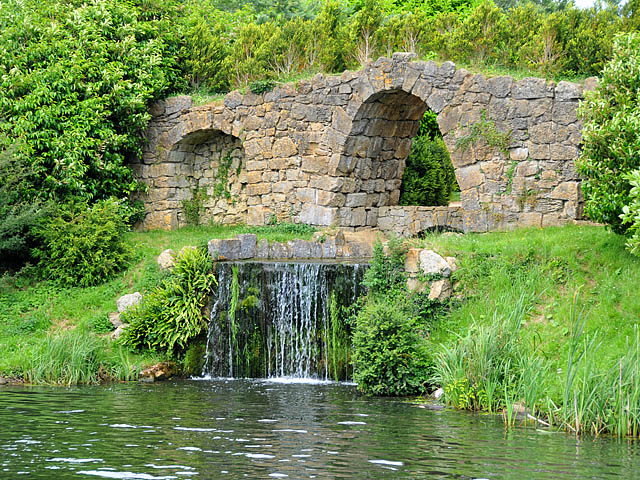
Vodopád Cascade a umělá zřícenina

##### Umělé zříceniny a vodopád Cascade
Umělé zříceniny a vodopád byly postaveny v kolem roku 1730. Vodopád přivádí vodu z jezera Eleven Acre Lake, které je vyšší než umělé jezero Octagon Lake. Umělá zřícenina je řada oblouků nad kaskádou. Stavba byla postavena tak, aby vypadala poškozená.

##### Zvěřinec

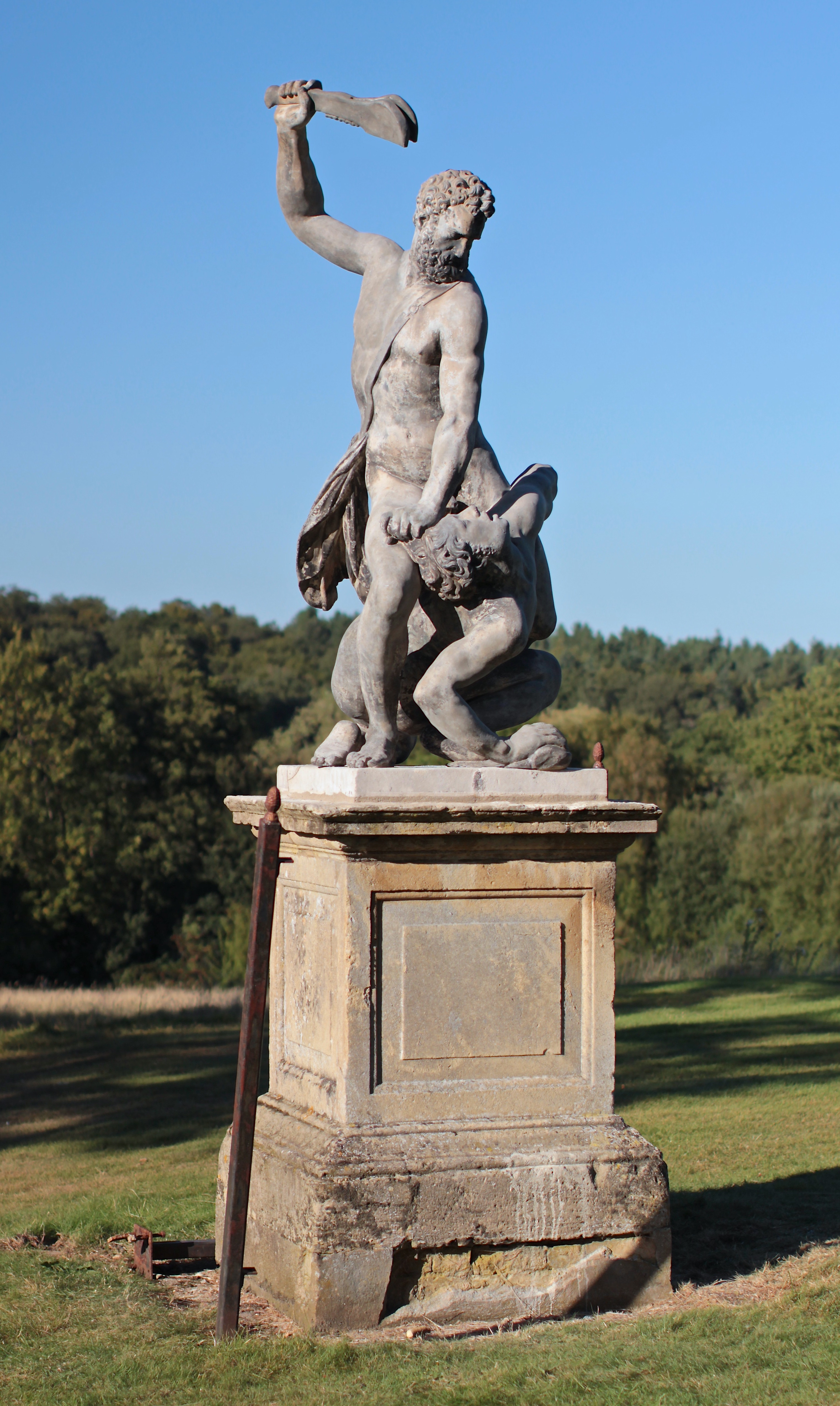
Samson poráží Filištýnské, socha v Trent Park, Enfield, převezena ze Stowe

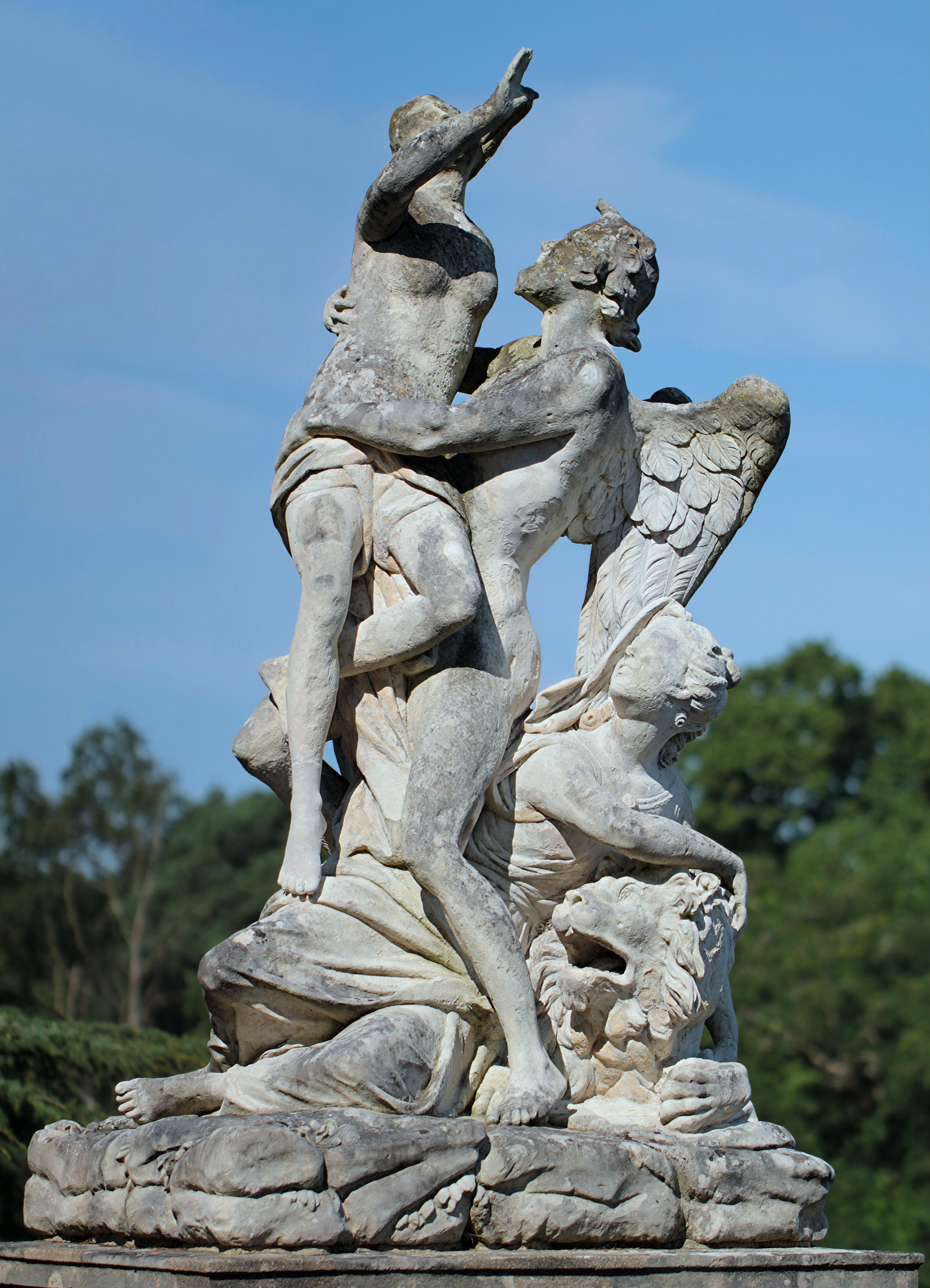
Time a Opportunity, socha v Trent Park House, původně stojící ve Stowe

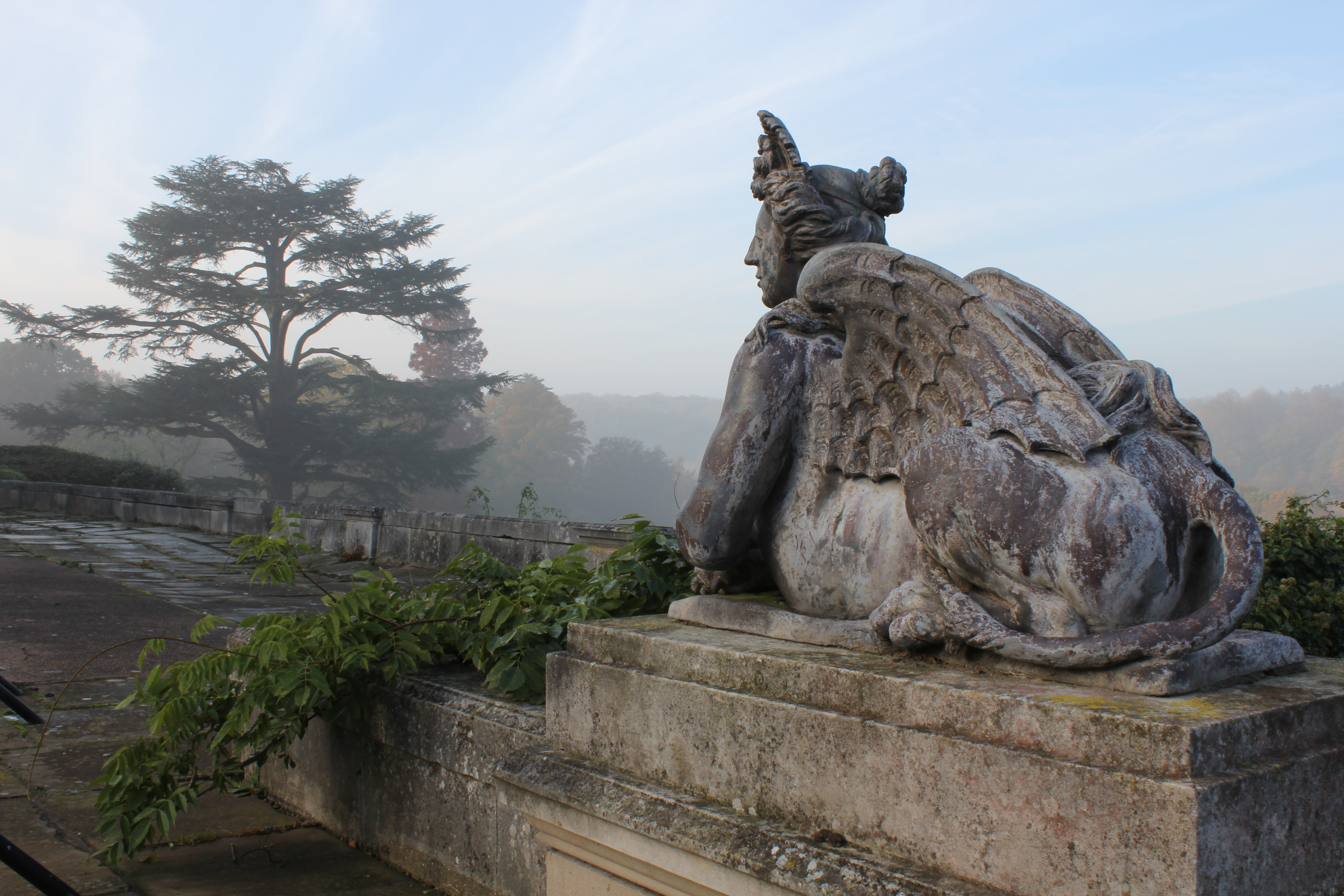
Sfingy v Trent Park, Enfield. Převezeny ze Stowe

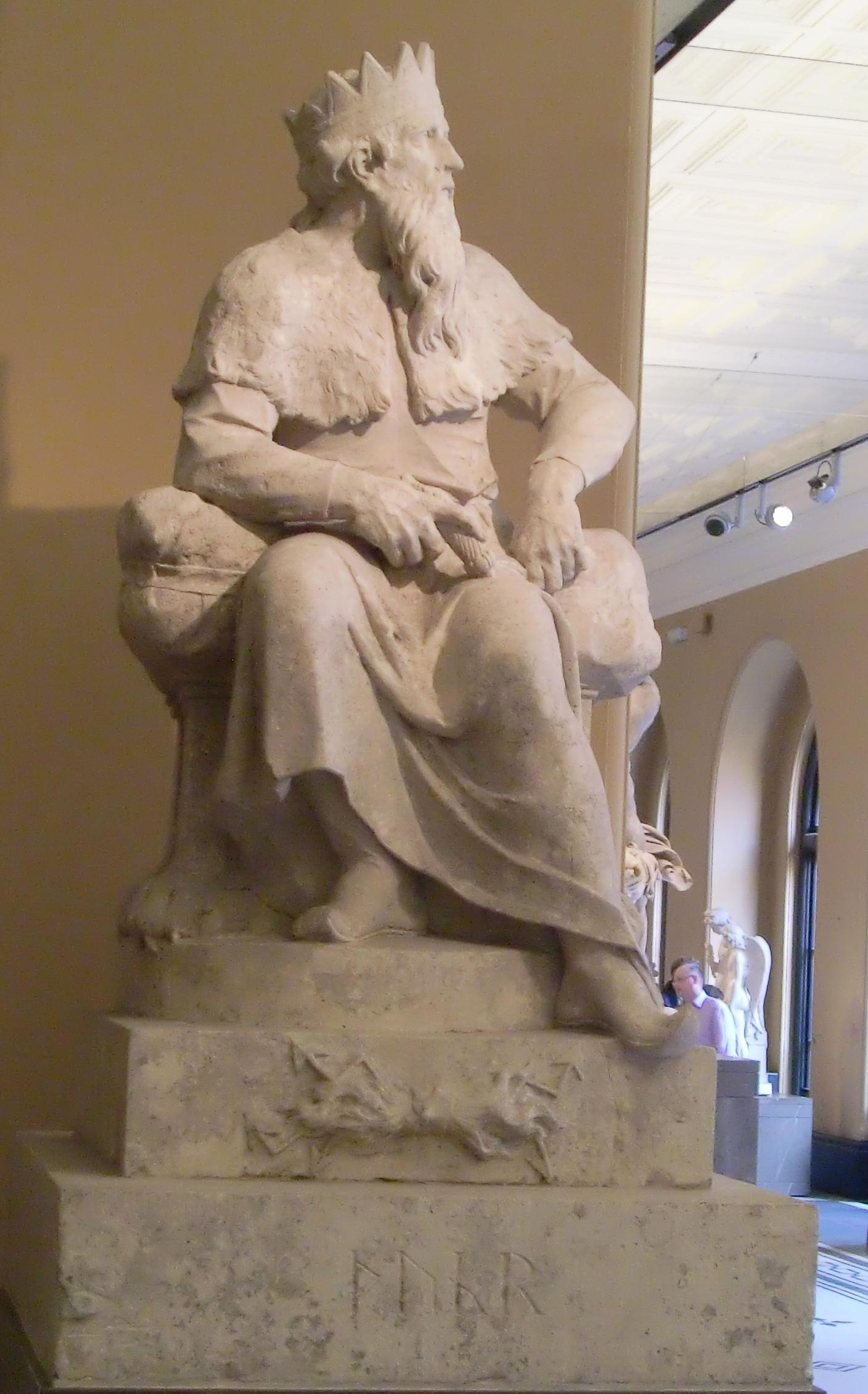
Thuner, jeden ze saských bohů, nyní v V&A Museum, USA

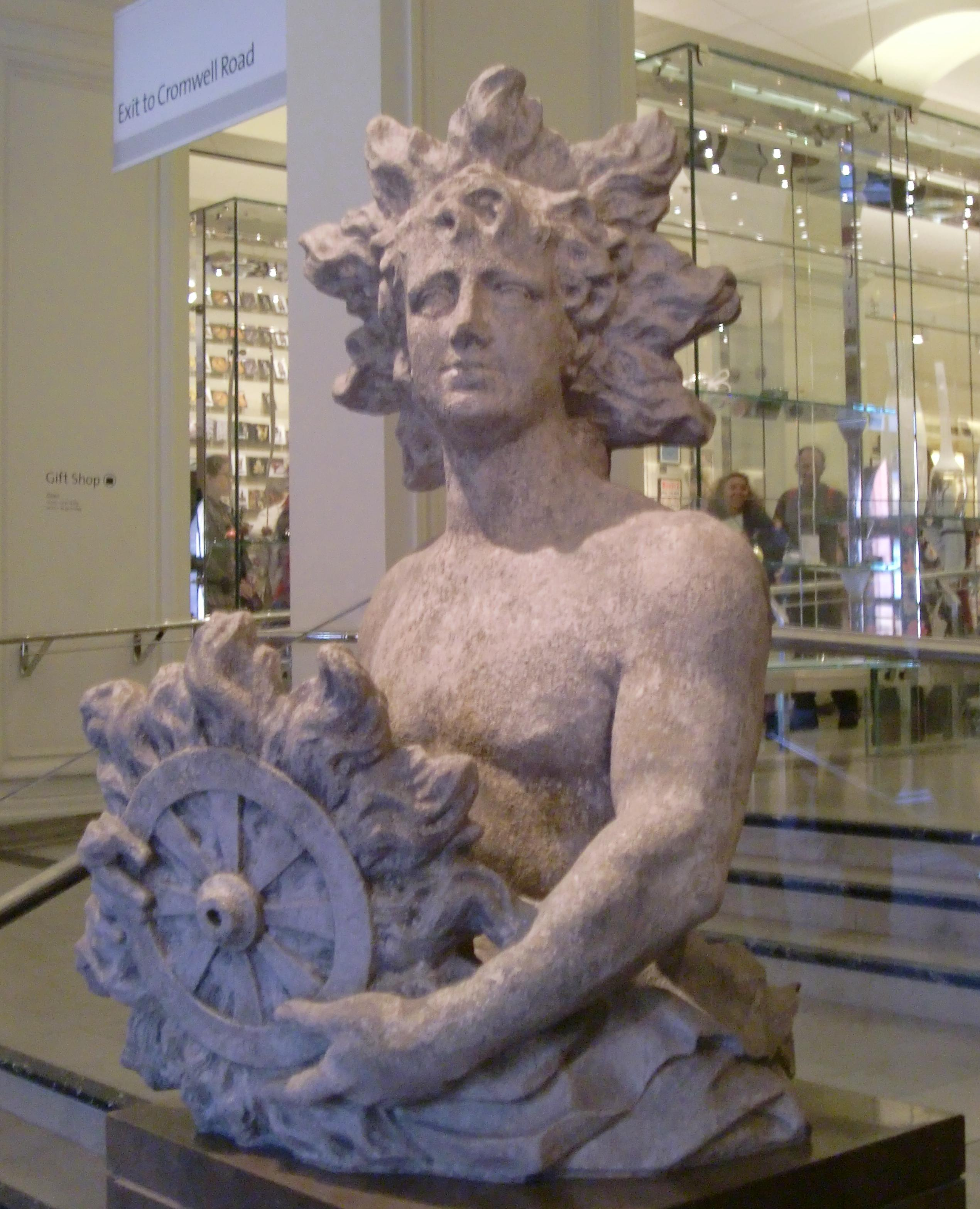
Sunna, jeden ze saských bohů, nyní v V&A Museum, USA

Zvěřinec byl postaven z kamene v roce 1781, pravděpodobně podle návrhu architekta Valdrè. Je skrytý v lesích západně od South vista. Zvěřinec byl postaven markýzem z Buckinghamu pro jeho manželku jako útočiště. 1. vévoda zvěřinec upravil tak, že zde byly vycpaná zvířata, včetně 9,8 m (32 stop) dlouhého hroznýš královský Boa constrictor a 10 000 geologických vzorků, které získal v roce 1819 při prodeji sbírky Williama Bullocka. Všechny sbírky byly ale prodány v roce 1848. Centrální prostor je kryt klenbou, která je z vnější strany pokryta mědí. Interiér míval nástěnnou malbu. V přední části budovy bývaly formální obdélníkové květinové zahrady, ale nyní jsou zde tenisové kurty.

### Odstraněné objekty a prvky
Vzhledem k tomu, že design zahrady podléhá změnám došlo k zničení mnoha památek.

#### Vstupní části
Chackmore Fountain stavba vytvořená 1831, nacházela se na půli cesty dolů Grand Avenue v blízkosti mlýna Chackmore, byla odstraněna v roce 1950.

#### Nádvoří
Nelson's Seat (Nelsonovo sídlo) Objekt se nacházel jen pár metrů severozápadně od domu, byl postaven v letech 1719–1720 podle návrhu Vanbrugha. Byl pojmenován podle Williama Nelsona, po rekonstrukci v roce 1773 stavba upravena dórskými sloupy a zničena před rokem 1797. Místo ukazuje travnatý kopec.

#### Western garden
- Queen's Theatre (Královnino divadlo) – objekt postaven v 1721, táhl se od Rotondo po South vista. Sestávalo z pravidelné prostory obklopené propracovanými travnatými tribunami. Prvek byl v letech 1762–1764 upraven, aby tvar zahradní úpravy jako celku byl přirozenější.

- Vanbrughova pyramida byla umístěna v severozápadním rohu zahrady. byla postavena v roce 1726, podle návrhu Vanbrugha jako osmnáct metrů vysoká stavba, měla strmě stupňovitou formu. Byla zničena v roce 1797 a zůstaly jen základy.
- Jeskyně St. Augustine's Cave byla rustikální stavba s doškovou střechou, postavená kolem roku 1740, odstraněna 1797.
- Temple of Bacchus (Chrám Bakcha) stavba navržená Vanbrughem a postavená v roce 1718, západně od domu, původně z cihel, později pokryta štukem a dále ozdobena dvěma sfingami. Byla zničena v roce 1926, když zde byla vedena cesta pro velkou školní kapli navrženou sirem Robertem Lorimerem.
- Coucher's Obelisk trpasličí obelisk, postavený před rokem 1725. Později byl posunut minimálně dvakrát do jiných míst v zahradě a nakonec odstraněn v roce 1763. Připomíná Reverenda Roberta Couchera, kaplana dragounů Lorda Cobhama.
- Queen of Hanover's Seat, stavba stála na mýtině jihozápadě od chrámu Bakcha. Původně tzv. Saský oltář byl kruh saských božstev v roce 1727, jenž byl přemístěn v roce 1744 do údolí Grecian Valley kde sloužil na místě sochy 'Dancing Faun' (Tančící Faun), dokud nebyl přemístěn z tohoto místa v roce 1843. Připomínal návštěvu královny z Hannoveru v tomto roce. Artefakt byl prodán v roce 1921 a je nyní v zahradě v Yorkshire.
- Cowper's Urn velká kamenná urna obklopená dřevěnými lavičkami, postavena v roce 1827 na západ od Hermitage, prodána v roce 1921. Její současné místo není známo.
- Sleeping Parlour (Spací pavilonek) pravděpodobně navrhl Vanbrugh, byl postaven v roce 1725 v lese u South Vista, vstup byl lemován jónskými sloupy. Byl zbořen v roce 1760.
- Cold Bath (Chladné lázně) byly postaveny kolem roku 1723 podle Vanbrughova návrhu, jako jednoduchá cihlová stavba, v blízkosti Cascade. Objekt byl stržen v roce 1761.

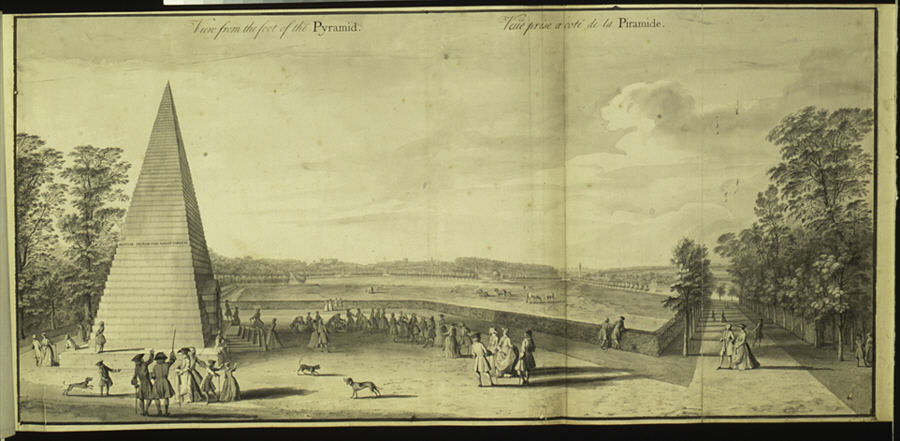
Vanbrughova pyramida
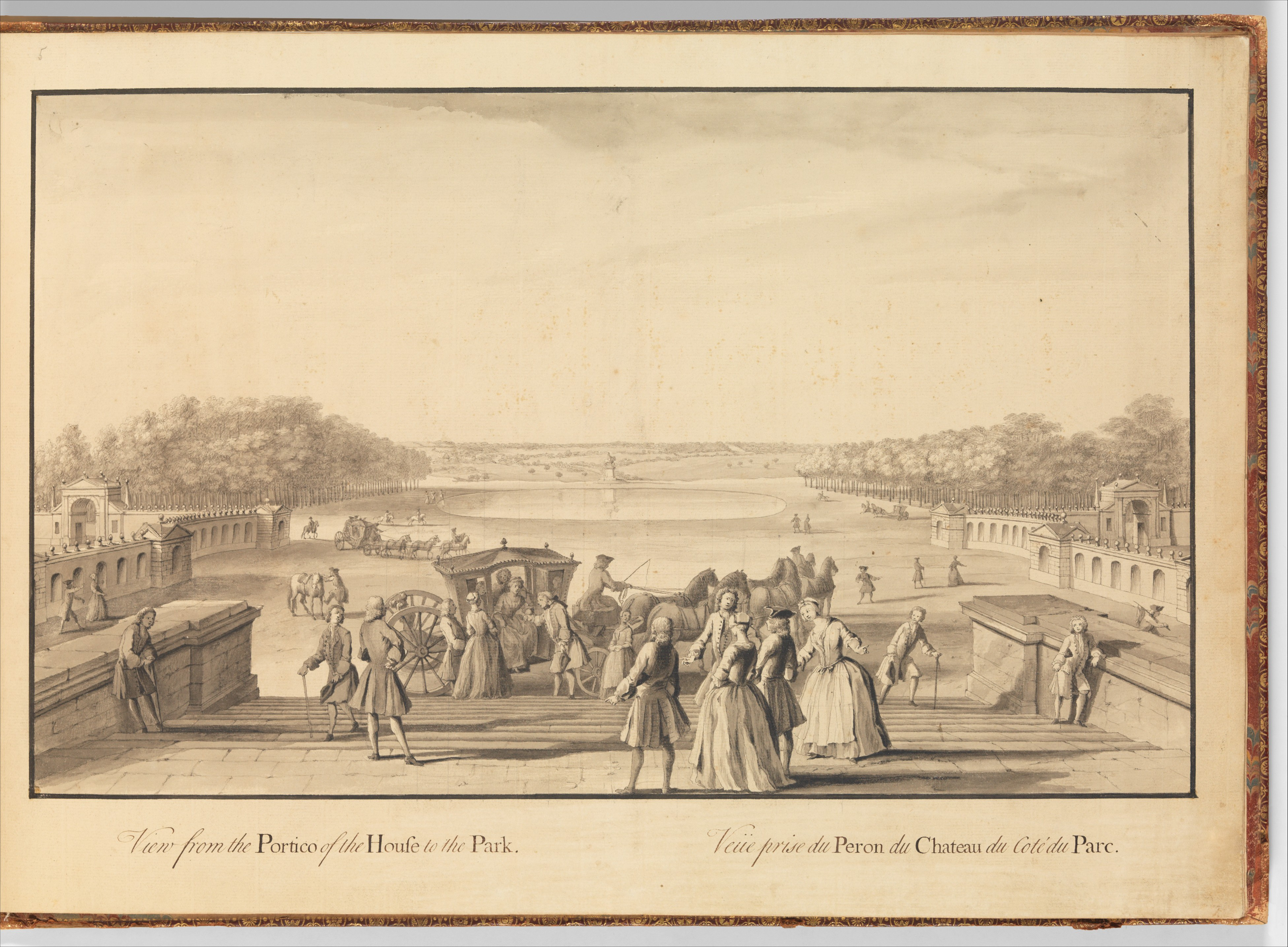
Pohled od Stowe House na starší úpravu parku (Stowe gardens)
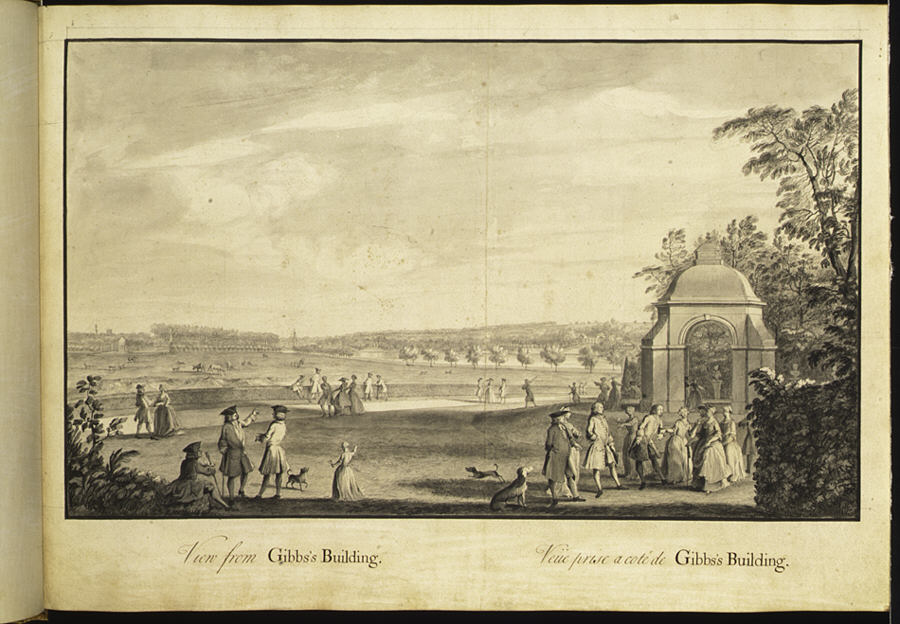
Pohled na park od jedné z Gibbsových staveb (neurčeno), zřejmě od Fane of Pastoral Poetry
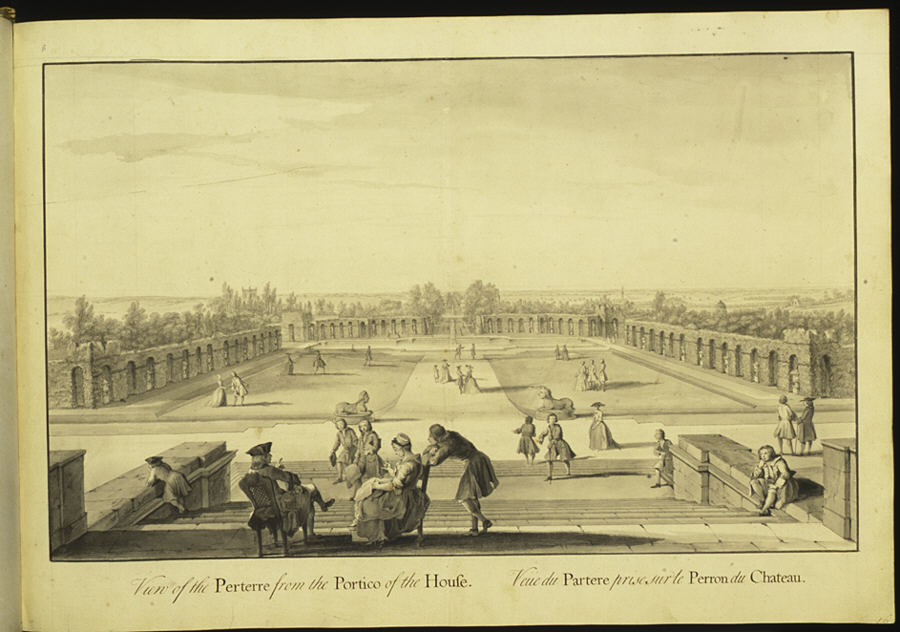
Pohled z parteru u Stowe House.
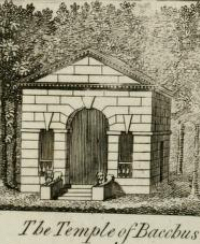
Bakchův chrám se sfingami.
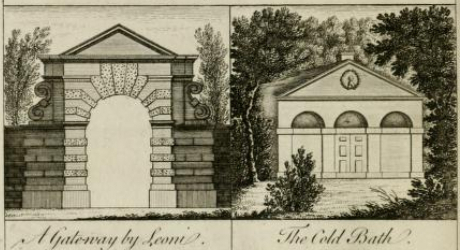
Cold Bath a brána navržená v Stowe architektem Giacomo Leoni
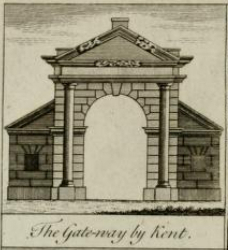
Brána ve Stowe navržená Kentem
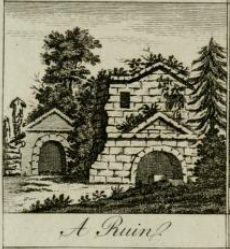
Chrám moderní ctnosti
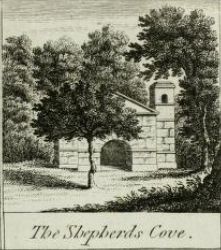
Hermitage (jako Shepherd cove)
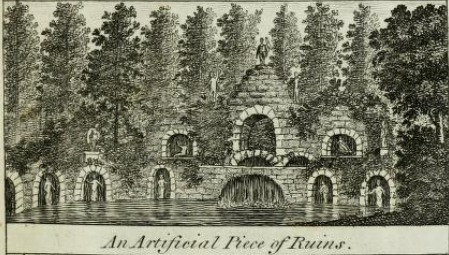
Umělé ruiny s božstvy vody
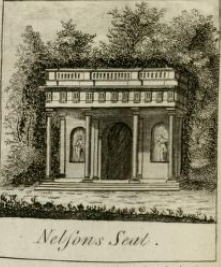
Nelsons Seat
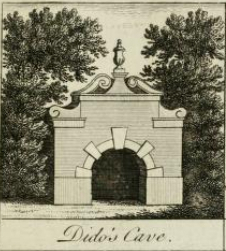
Umělá jeskyně Dido's cave
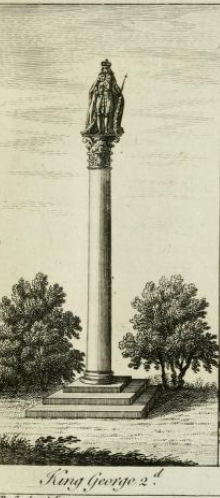
Sloup se sochou Jiřího II.
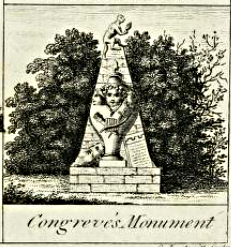
William Congreve's Monument
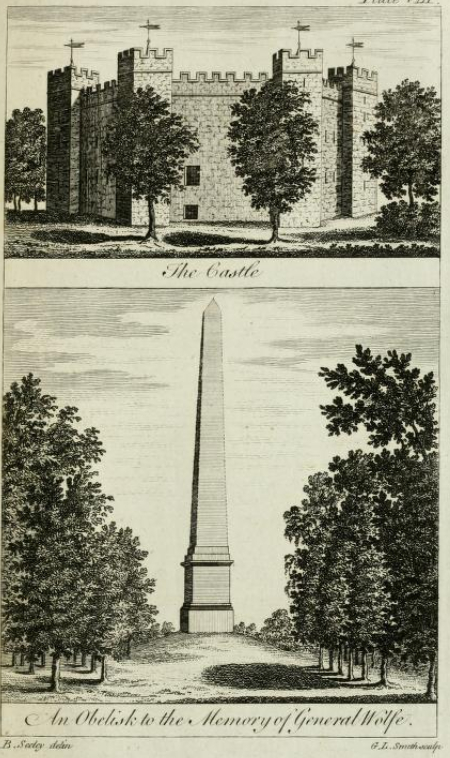
Zámek Stowe Castle a Wolfe Obelisk

#### Elysian fields
- Temple of Modern Virtue (Chrám moderní ctnosti) stál na jih od na jih od Chrámu starověkého ctnosti, byl postaven v roce 1737 jako ironie ke klasické zřícenině, s bezhlavými sochami v současném oblečení. Zdá se, že bylo ponechán osudu, jsou zde nepatrné zbytky stavby v podrostu.
- Marquess of Buckingham's Urn – urna původně umístěná za Temple of British Worthies, postaveném v roce 1814 1. vévodou na památku svého otce, ale byla přestěhována do školy v roce 1931.
- Gosfield Altar stál na ostrově v jezeře, byl kopií klasického antického oltáře. Byl postaven Ludvíkem XVIII. z vděčnosti za právo používat Gosfield Hall v Essexu. Stavba byla přesunuta z toho místa 1. vévodou v roce 1825, zmizela v roce 1843.
- Temple of Contemplation (Chrám rozjímání) je nahrazen fontánou Four Seasons. Byl zhotoven v roce 1750.
- Witch House (Dům čarodějnice) postaven roku 1738 na mýtině za Chrámem starověkého ctnosti, byl postaven z cihel se šikmými stěnami, v interiéru měl nástěnnou malbu čarodějnice. Datum zničení je neznámé.
- Gotický kříž byl postaven v roce 1814 z Coade kamene (umělý kámen) na cestě spojující Doric Arch a Chrám starověké ctnosti. Byl zbořen v roce 1980 padajícím jilmem. Základy jsou stále viditelné.
- Apollo a devět múz byly artefakty uspořádané do půlkruhu u Doric Arch. Šlo o sochy Apollóna a devíti múz, jenž byly odstraněny někdy po roce 1790.
- Urna 1. vévodkyně urna stála v blízkosti gotického kříže, byla z bílého mramoru, artefakt postavil 2. vévoda aby mu připomínal jeho matku.

#### Eastern Garden
- Imperial Closet byl malý objekt na východ od chrámu přátelství, postavený podle projektu Gibbse v roce 1739. Interiér obsahoval obrazy Tita, Hadriána a Marka Aurelia s nápisy. Budova byla zbořena v roce 1759.
- 1st Duke's Urn urna postavená v roce 1841. Stála cestou k Lamport Gardens. Byla odstraněno v roce 1931, přemístěna do školy.

#### Grecian Valley
Sochy v údolí Grecian Valley – v údolí stálo několik hlavních soch umístěných na strategických místech, včetně soch "Hercula a Antaea", "Kaina a Ábela", "Hercula a kance", "Sportovce" a "Tančícího Fauna".